# 澳門銀河

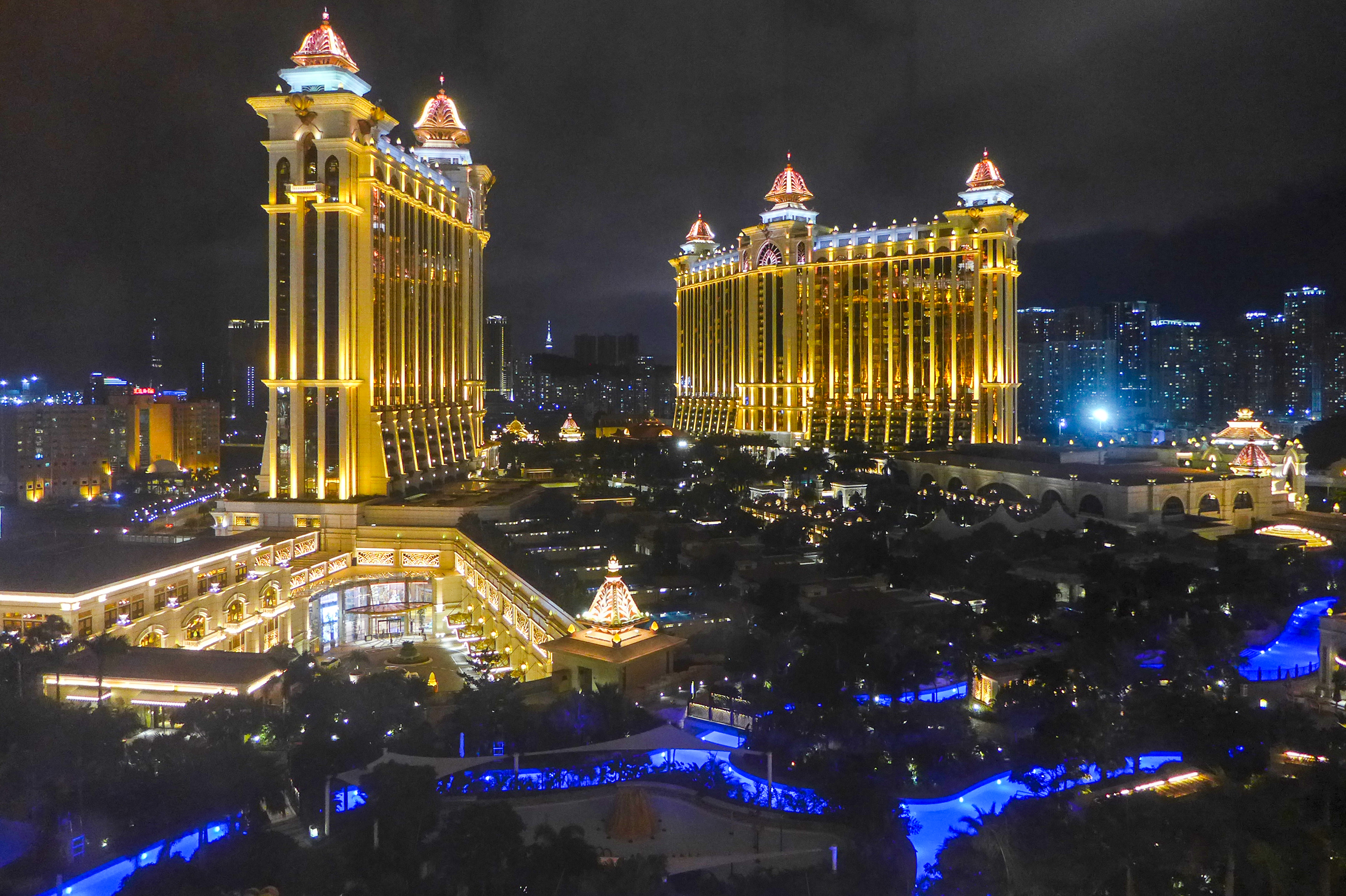
晚上外觀

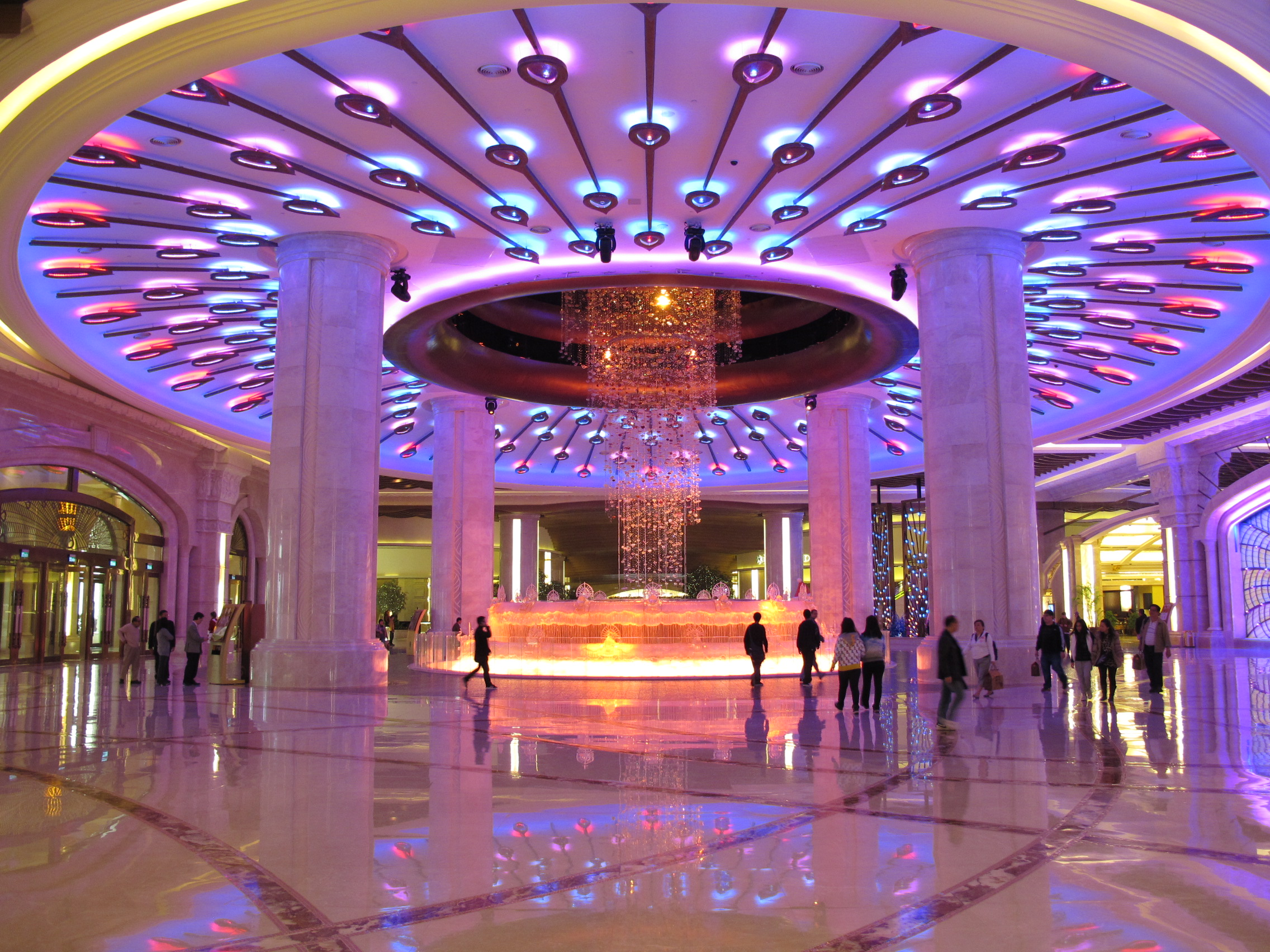
鑽石大堂

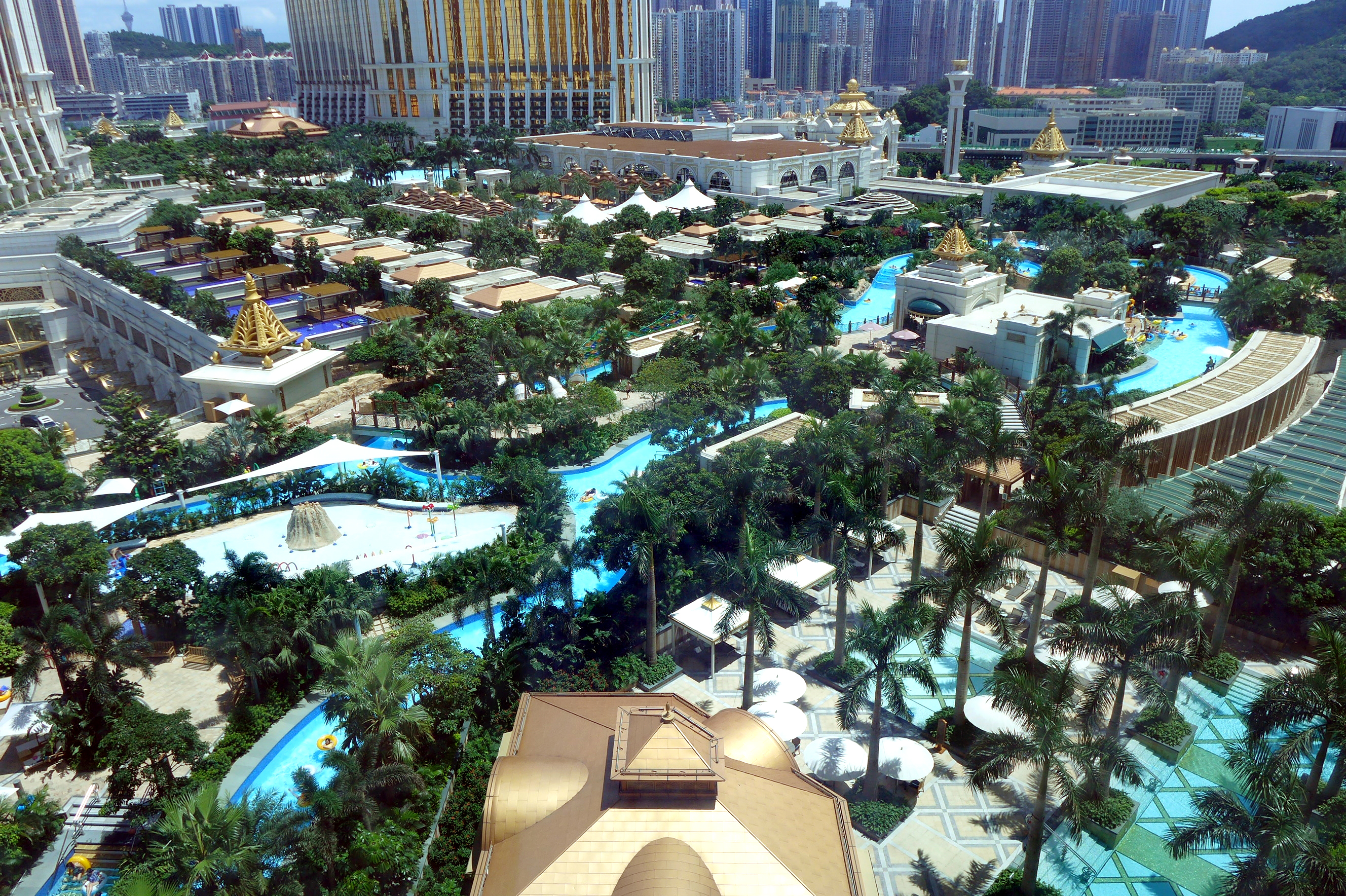
天浪淘園全貌

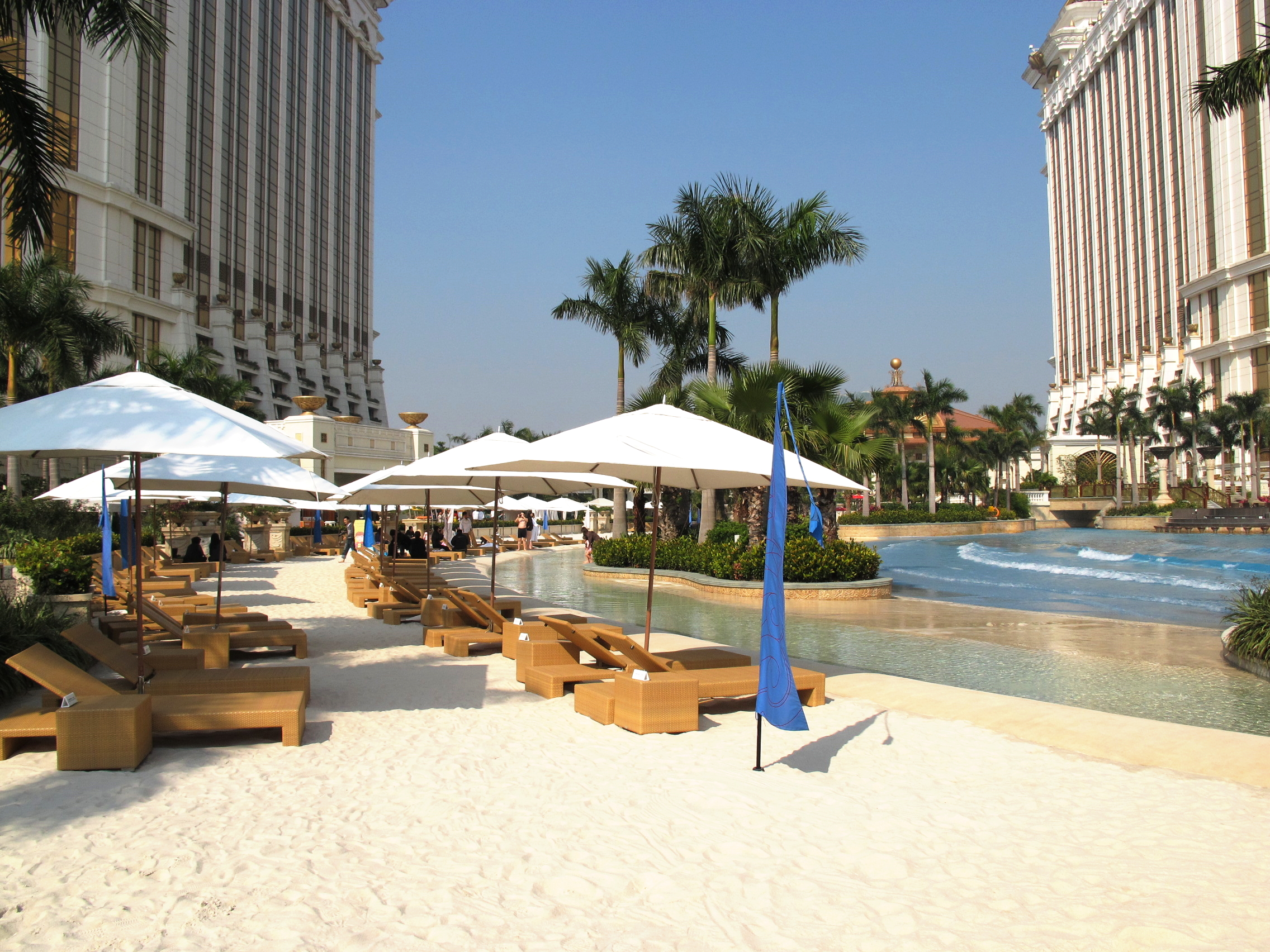
天浪淘園設2,000平方米的沙灘及全球規模最大的空中衝浪池

澳門銀河（英語：Galaxy Macau），是澳門一所五星級綜合渡假城，位於路氹城塡海地段，毗鄰澳門威尼斯人-度假村-酒店和澳門百老匯。

## 歷史
2002年，澳門特別行政區政府正式開放賭權，發出三張賭牌予投資者競投，銀河娛樂場股份有限公司投得其中一賭牌。
2005年，銀河娛樂公佈了兩個大型投資項目，包括2006年10月落成的星際酒店以及重點發展項目銀河娛樂渡假村（銀河渡假城前稱），整個項目原預計於2008年落成，並以「神秘綠洲」為主題。因受到2008年的金融海嘯影響，銀河娛樂曾表示項目會無限期停工。到了2009年年初，銀河娛樂引入Permira基金以後才得以重新啟動該項目，並宣佈銀河渡假城的開業日期，由2009年年中修訂為2010年，最終方案採用了宮殿式設計。
2011年3月，銀河娛樂宣佈「澳門銀河」於2011年5月15日開幕。
2011年5月15日，澳門銀河於下午5時正式開幕。
2011年7月22日，母公司和UA合作，開設「UA銀河影院」，為提供澳門市民及其他遊客方便而設。開幕日期為2011年12月15日。
2012年3月30日，澳門銀河旗下的高級私人會所「紅伶」將對外開放，「紅伶」的概念源自設計師陳幼堅，創作靈感源自1880年代的巴黎夜幕、1930年代的東方巴黎和上海的流金歲月。「紅伶」典藏多件特為會所而創的藝術珍品，全部出自中國當代藝術家之手筆，包括卜樺、陳曼、鄧新黎、凌健及鄭路等。
2012年4月26日，銀河娛樂公佈澳門銀河的第二期工程內容，當中包括引入萬豪國際酒店集團旗下之兩個酒店品牌，麗思卡爾頓酒店以及全球最大的JW萬豪酒店。而娛樂場、零售、餐飲及會展區域的面積亦將會有所擴充，第二期工程完成後澳門銀河的面積將擴充近一倍至100萬平方米，預計投資約為160億港元，目標將於2015年中開幕。2014年1月，意大利名廚Umberto Bombana宣佈他的Otto e Mezzo將於2015年年中在銀河二期中的麗思卡爾頓酒店內開業。
2015年5月27日，澳門銀河二期正式開幕。引入兩間國際品牌酒店，包括澳門麗思卡爾頓酒店及澳門JW萬豪酒店，擴大天浪淘園版圖，購物商場「時尚匯」面積超過10萬平方米，薈萃超過200多個國際時尚豪華品牌。
2023年12月13日，澳門銀河第三期正式開幕，象徵銀河娛樂集團助力澳門建設建設「演藝之都」、「體育之城」多個發展方向，與銀娛第三期項目「建文娛地標創多元未來」的發展定位及願景相應契合。第三期項目聚焦非博彩元素發展，包括達40,000平方米的銀河國際會議中心，以及最多可容納約16,000名觀眾的銀河綜藝館。

## 人祸、天灾
2015年1月8日，澳門銀河二期地盤早上發生火警，建築物頂樓起火，冒出大量濃煙。
2017年1月18日下午1時許，銀河綜合度假城內的大倉酒店發生四人印度家庭集體自殺案，司警到場調查後，兩男子已死亡，其餘1男1女昏迷送院，現場檢獲毒藥和4封以英語書寫的遺書。但司警未有公開死者自殺原因。在司警帶走證物期間，酒店職員一度阻撓記者拍攝。
2017年8月，強颱風天鴿正面吹襲澳門後，有員工控訴老闆，指出遲到上班需扣錢。其後公司要求員工自愿清潔清理酒店泳池垃圾，以重開供住客使用，而不像其他博企派队伍到街上为灾民善后。結果引起網民譴責銀娛集團的做法，批評公司只求盡快賺錢，未有想過要救災，認為做法可恥，埋沒企業良心。
2018年9月，強颱風山竹風眼吹襲澳門後，澳門未收到很多的破壞，需要清理，災難性低。
2019年1月4日深夜時分，3名內地男子在酒店門外吸煙，其間有治安警上前勸止，但遭指罵及動粗警員，並互相推撞。治安警警員曾拔出警棍和配槍，警員警告無效後向天開槍示警。最後多名酒店保安上前合力制服該名醉漢，最後警方拘捕3名年齡37至40歲的內地男子。開槍示警的警員身體多處受傷，送院治理後出院。
2020年3月下旬，銀河酒店三期發生嚴重工業事故，發生塌棚架意外，事故導致3人死亡，4人受傷。事後澳門勞工事務局已下令澳門銀河酒店三期工程施工現場全面停工並對該意外作出深入調查。
2021年8月16日，銀河酒店三期再發生嚴重工業事故，一名32歲持藍卡的內地男僱員於5樓進行竹棚工作期間趺落地面，背部大量出血，左右足踝懷疑骨折，當時沒有呼吸心跳，送往山頂醫院後證實不治。死者工作時身上有穿戴安全帽及安全帶。事後勞工事務局下令工程地盤內暫停所有離地兩米以上的高空工作。
2021年10月30日，銀河三期地盤再發生工業意外，一幅天花懷疑螺絲位開孔過大導致承托力不足，事件中造成4名澳門本地居民和1名內地外地僱員合共5名工人受傷。根據初步調查顯示，事發時，受傷的四名本地男僱員分別使用兩台流動式升降台，於肇事假天花飾面下方的地面位置進行燈飾安裝，而另一名受傷的男外僱剛巧於假天花下方經過並被困於下墜的物料中，需由消防協助救出。 勞工事務局指是次意外可能涉及工程設計或工程質量問題，並將繼續調查意外原因。10月31日，其中三人已出院，另外兩人仍留院觀察。
2022年2月9日上午，地盘有结构爆裂，喷射出的石屎击中一个五十二岁本地男工人腰部。他受伤吐血，进了医院。
2023年5月1日凌晨，澳門銀河娛樂場發生打鬥事件，有賭客因投注「庄」、「閒」問題先引起對罵繼而動武。事件涉及13人，其後分別被禁止入境1至4年和禁止進入賭場兩年。而相關打鬥影片流傳至網上並迅速傳播，保安司司長黃少澤表示，由於事件對澳門形象造成「嚴重」影響。

## 設施

### 酒店

#### 澳門銀河酒店
銀河酒店是澳門銀河三間五星級酒店中的自家獨立品牌。為旅客提供1,500間現代風格的客房，當中包括150間套房。客房室內設計和浴室用品的設計由香港名師陳幼堅負責。

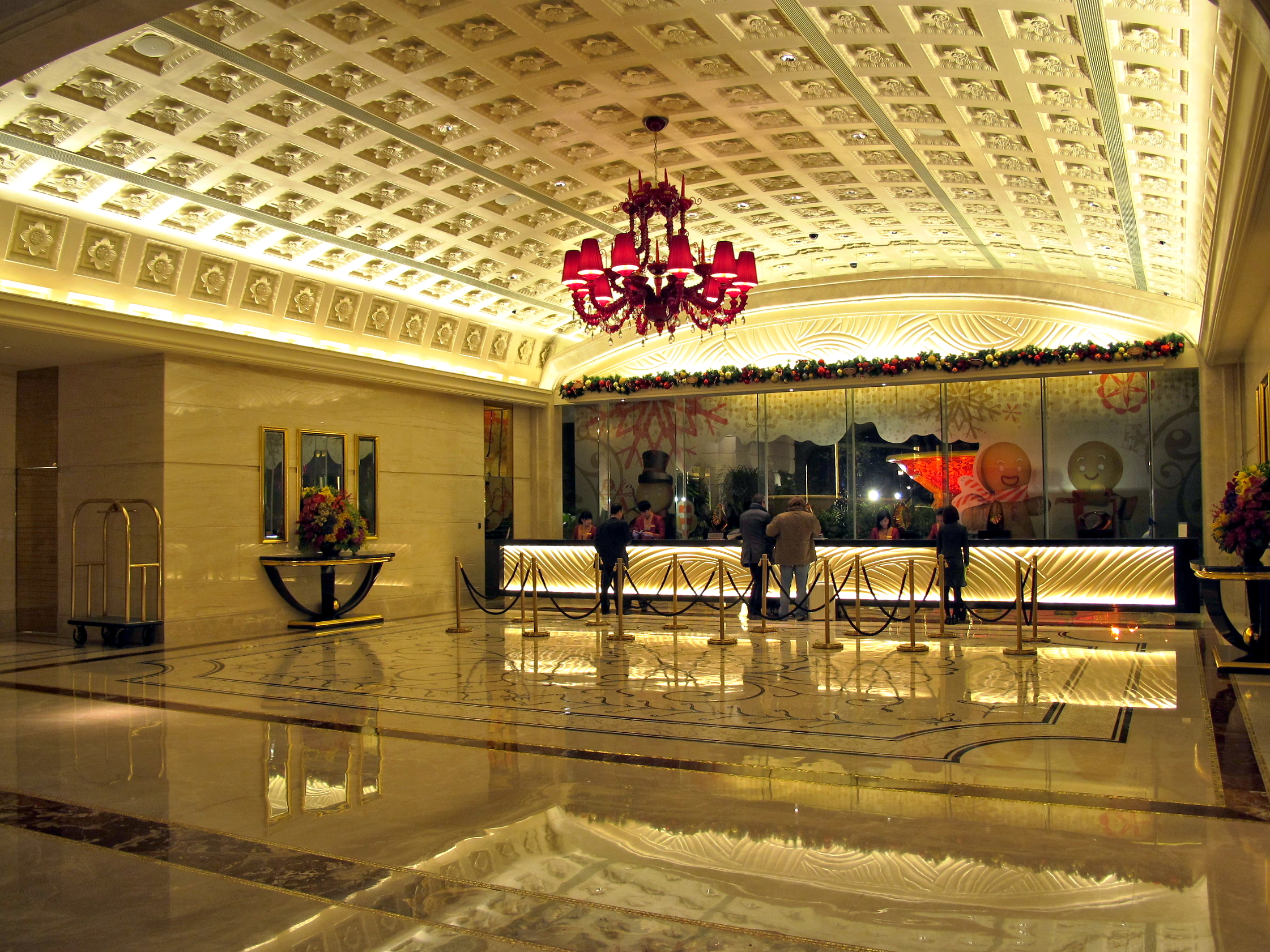
大堂
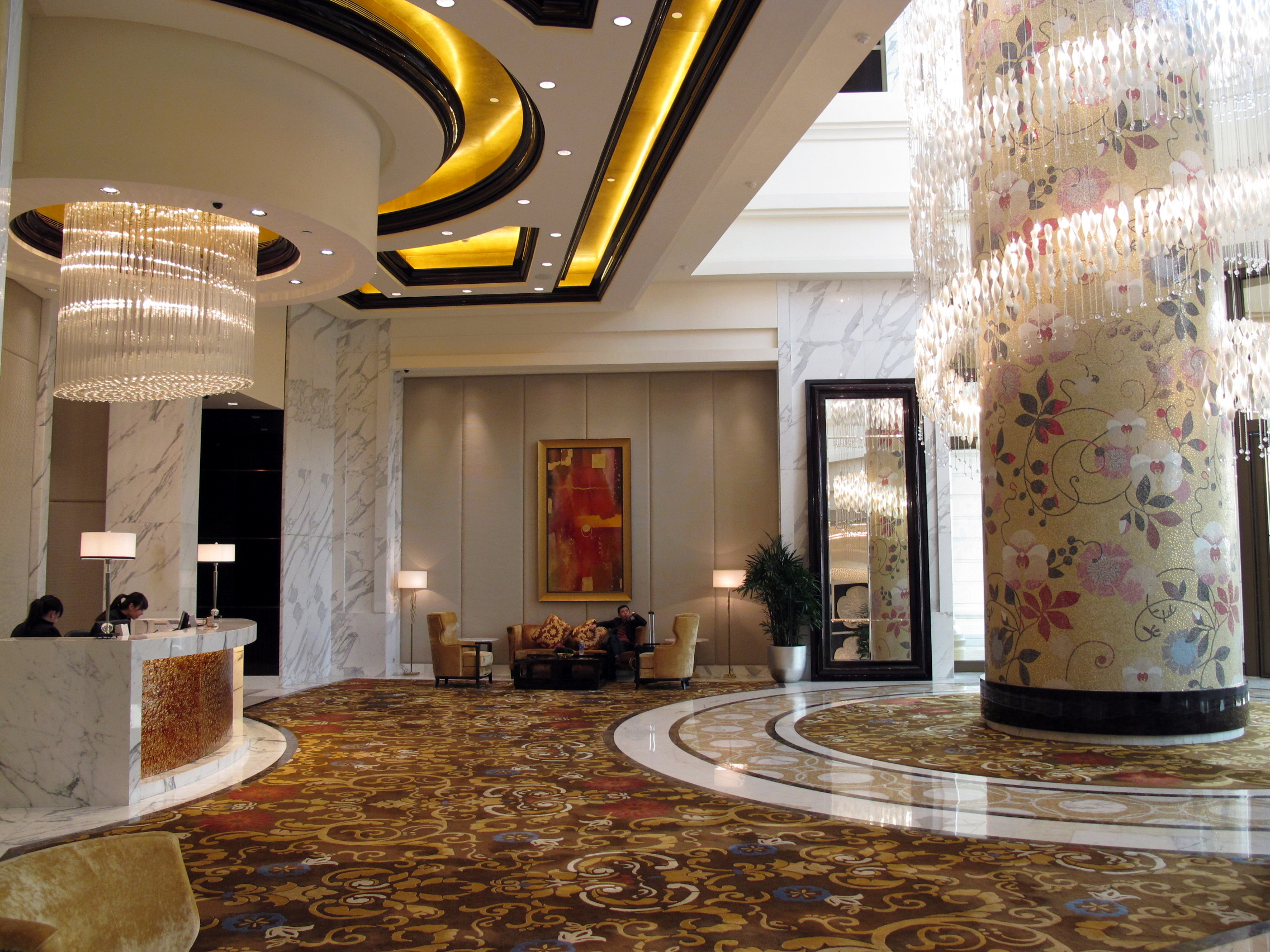
VIP專用大堂

#### 澳門大倉酒店
大倉酒店在日本及全球各有十七及六家分店。是澳門銀河綜合度假城的合作夥伴之一，提供約450間客房，房間強調簡約風格及日式舒適感。
該酒店設有四間餐廳，包括設於六樓以西式海鮮為主，提供環球美饌的「和庭餐廳」、二十八樓以傳統會席料理為主打的「山里」日本餐廳、二十八樓同層提供新派創作點心粵菜的大倉宴會室及位於澳門大倉酒店大堂的「奈和美」主打日式輕食、和風菓子下午茶及雞尾酒。
酒店29樓設有康體中心包健身室、游泳池、桑拿及按摩池。

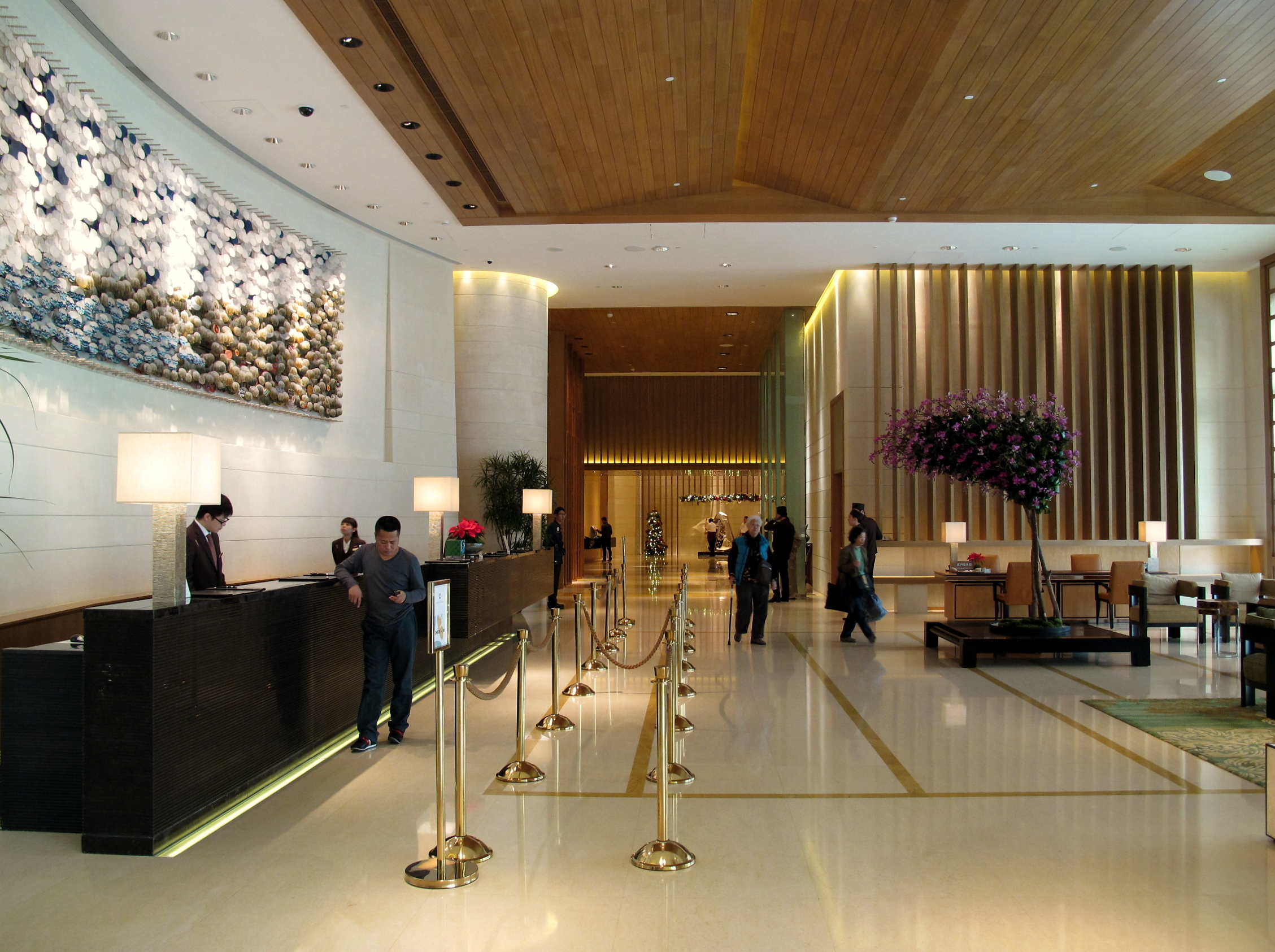
酒店大堂（2011年）
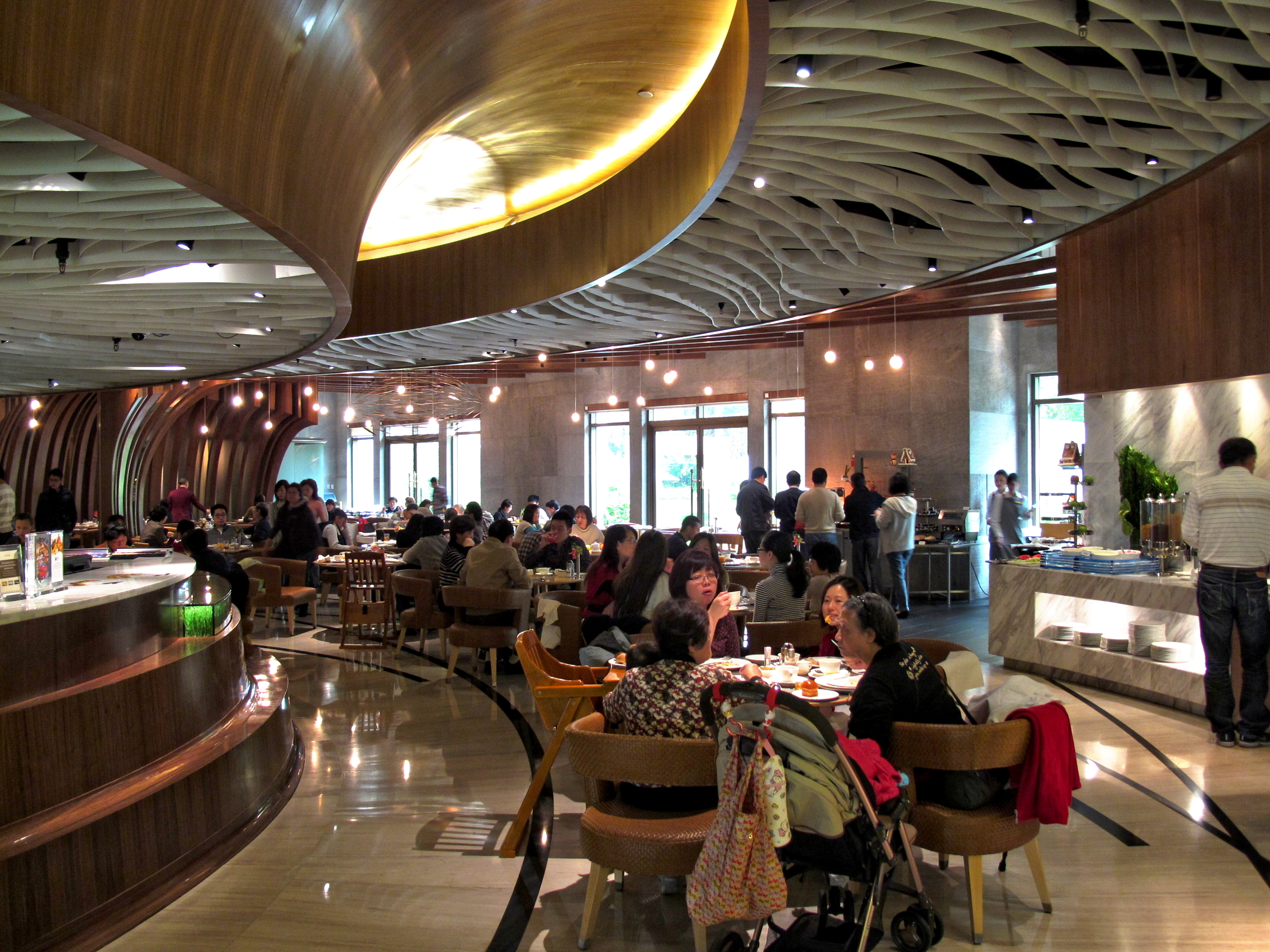
2樓和庭餐廳（已於2014年遷往酒店六樓）
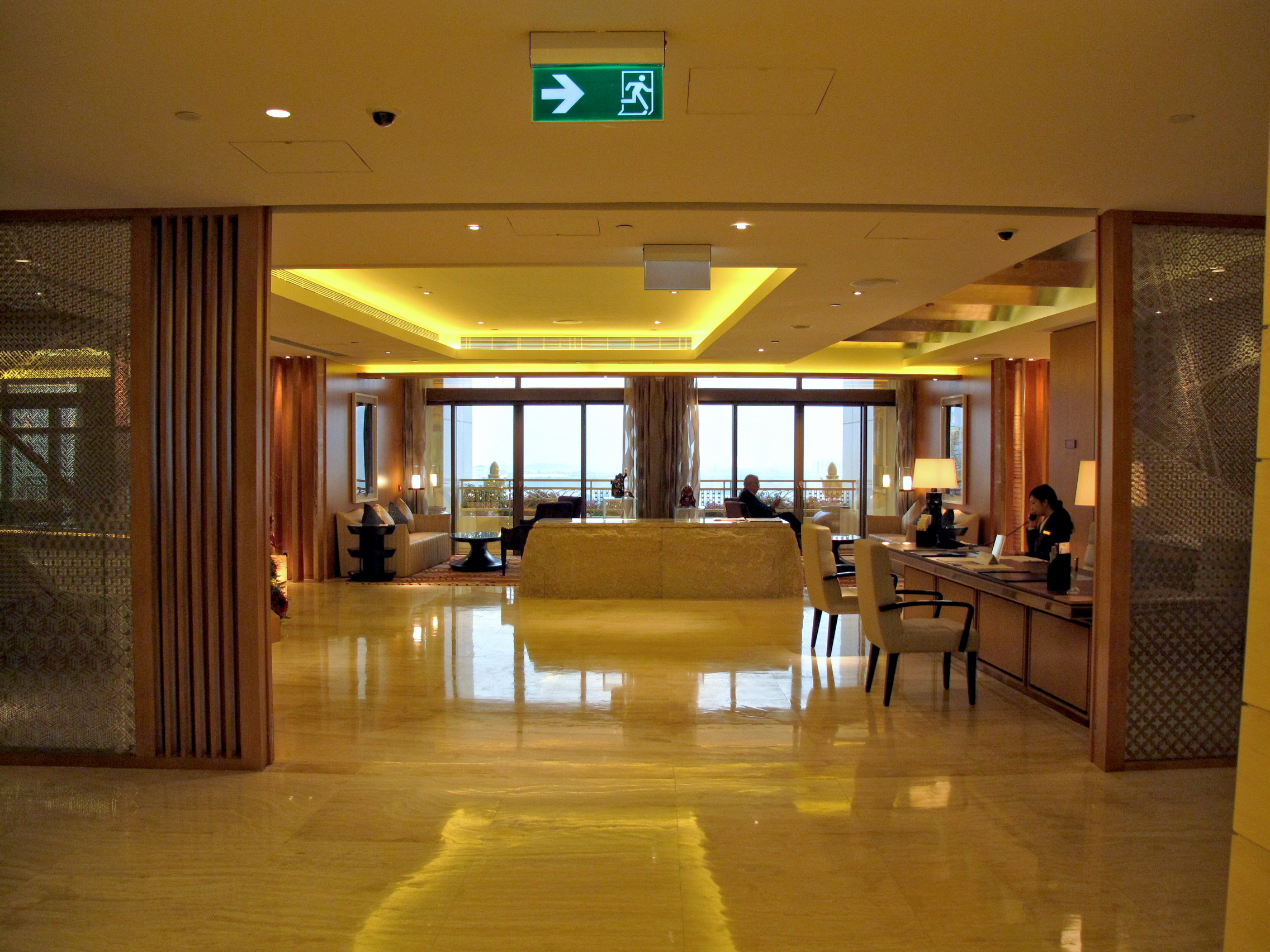
商務中心
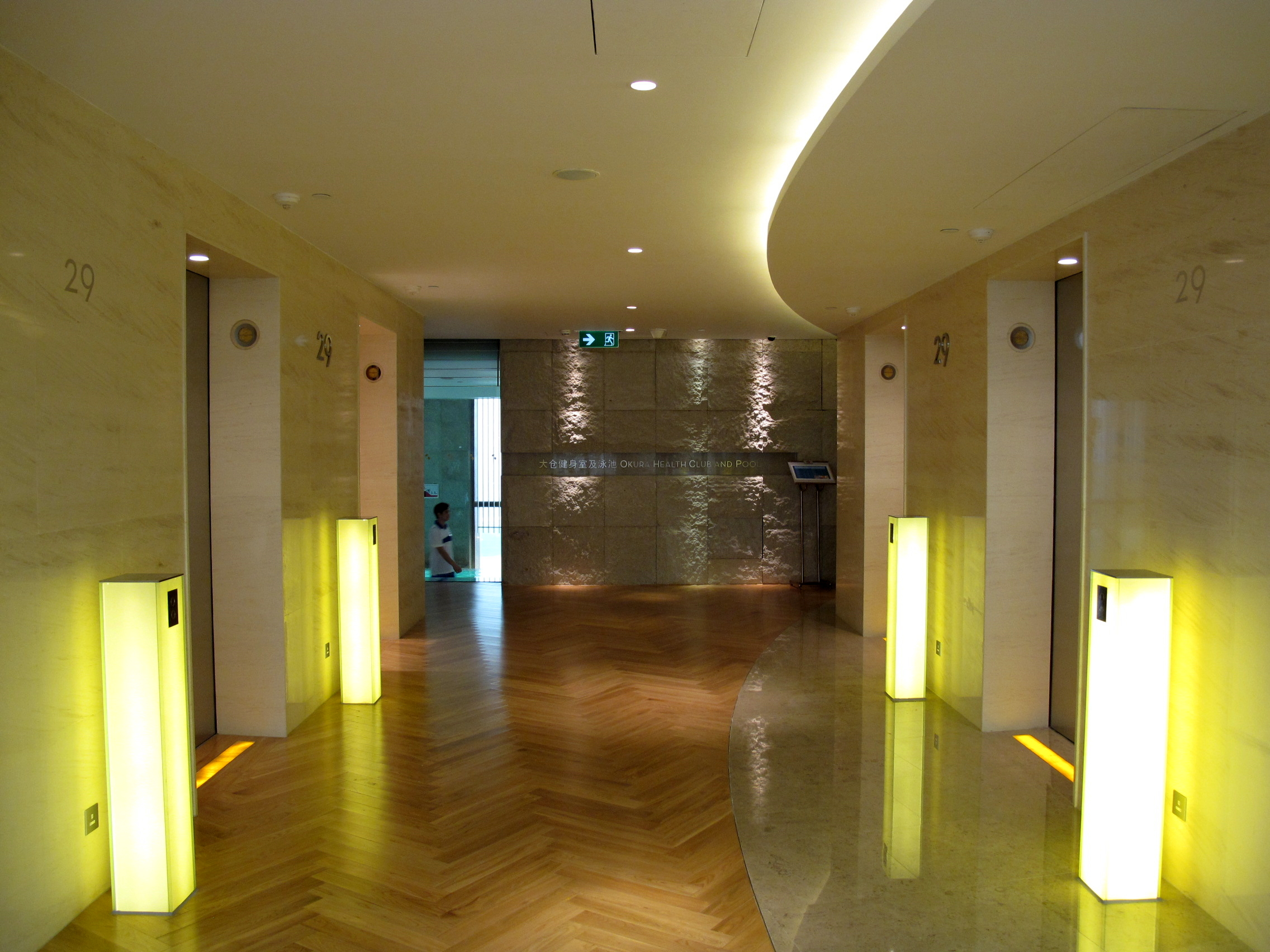
大倉健身室及游泳池

#### 澳門悅榕莊
澳門悅榕莊是“澳門銀河”綜合渡假城另一個合作夥伴，提供約250間全套房客房，以及10間獨立別墅。所有豪華套房均配備室內私人泳池，更是眾多澳門酒店中唯一擁有獨立花園和私人泳池的標準渡假別墅區。別墅內設私人泳池，一般泳池別墅面積達450平方米，心靜軒泳池別墅更佔地950平方米酒店內亦設三間主題食府Belon（貝隆）、Saffron（尚坊）及Putien（莆田）。「貝隆」位於酒店的31樓，設計以海洋環境為主，提供歐洲海鮮和燒烤菜式。「尚坊」位於地下大堂，是悅榕庄的經典品牌餐廳，主打創意泰國菜，裝修亦以泰式風情為主。「莆田」於2023年4月18日開幕，位於地下大堂，是“澳門銀河”第一間福建菜餐廳，主打福建及東南亞美食。
悅榕庄內亦設「澳門悦榕Spa」，配備兩個充滿熱帶雨林格局的水療池，以及面積3,400平方米的水療室。

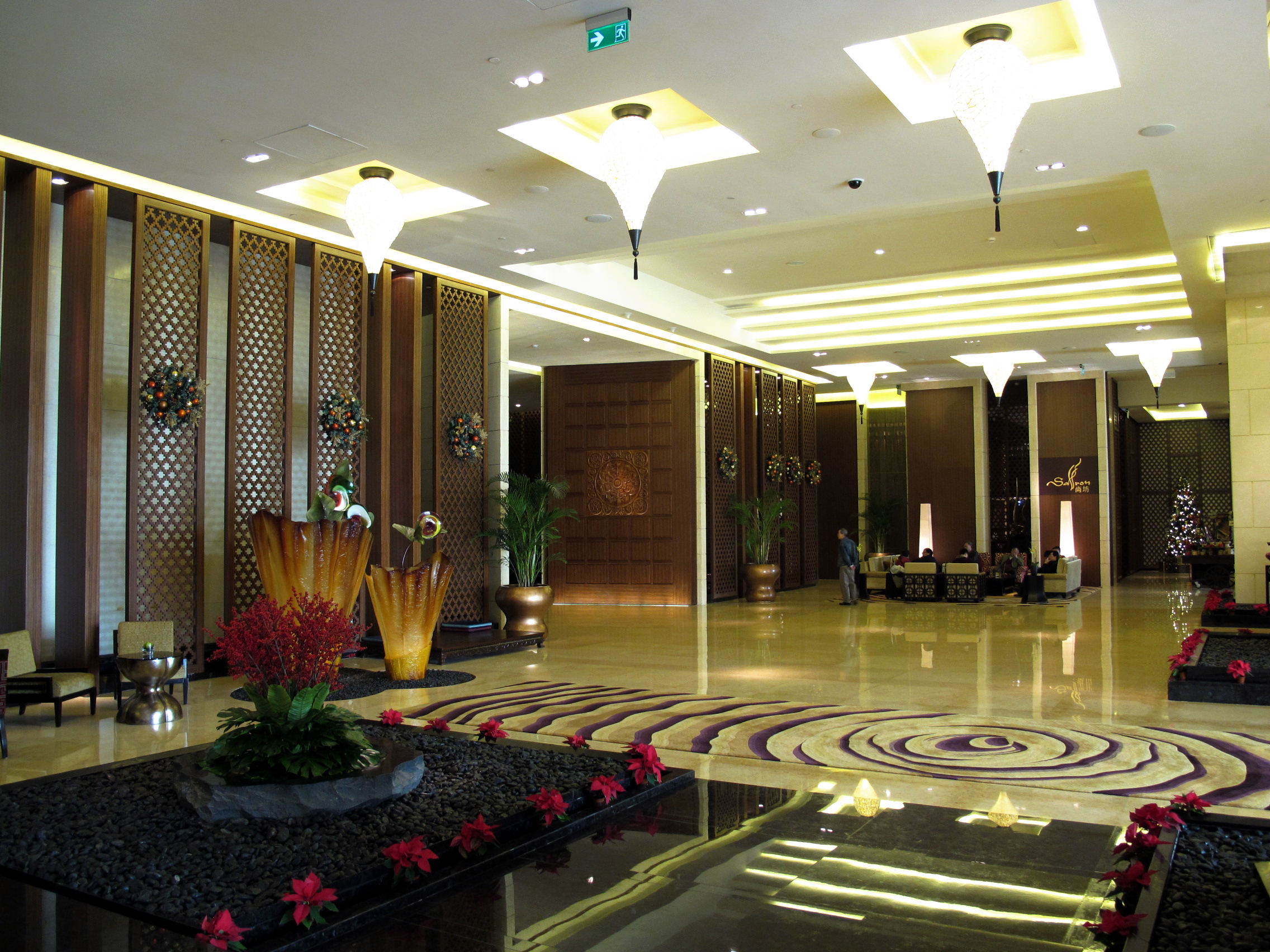
酒店大堂
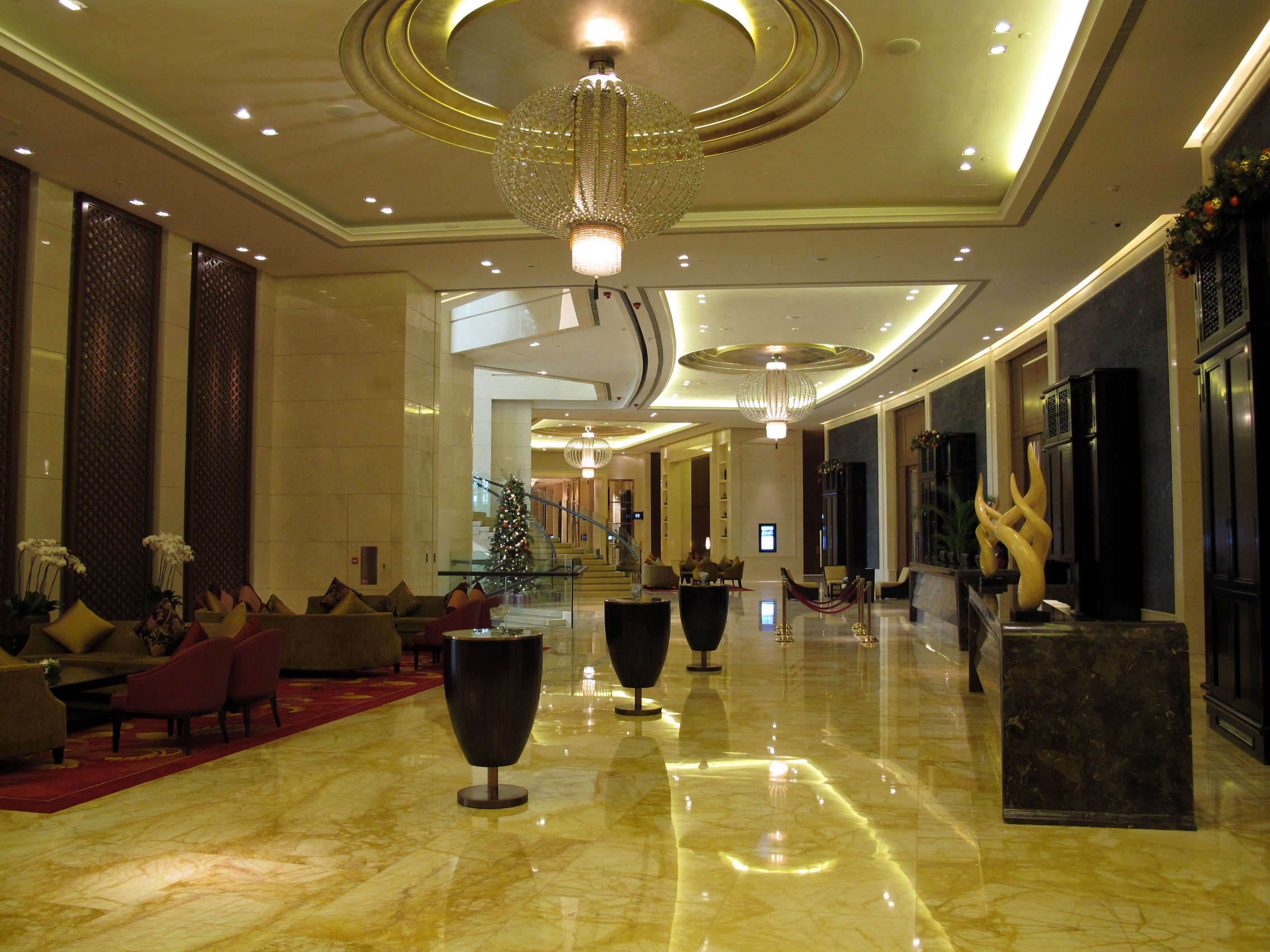
2樓宴會廳大堂
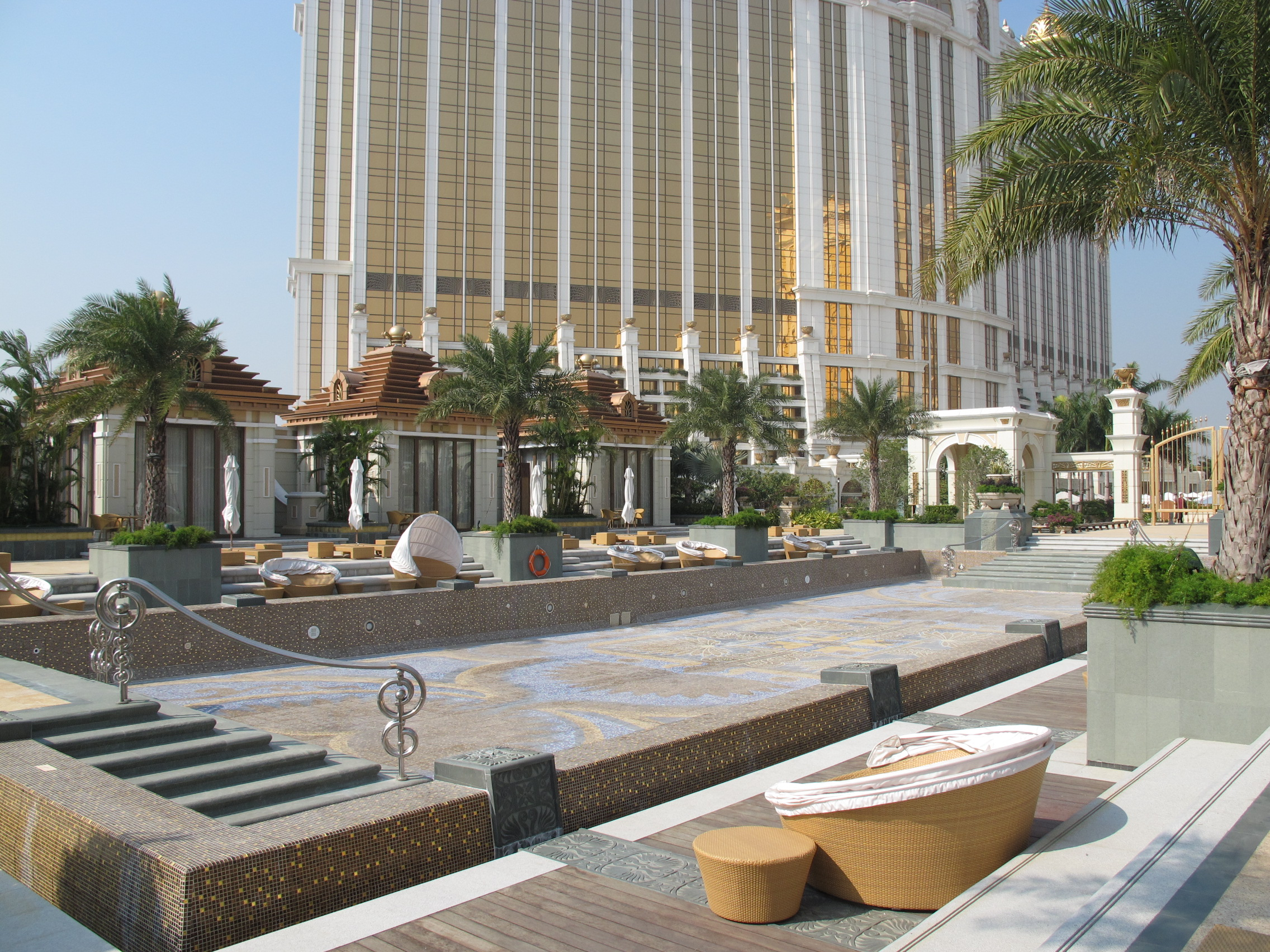
悅榕莊泳池
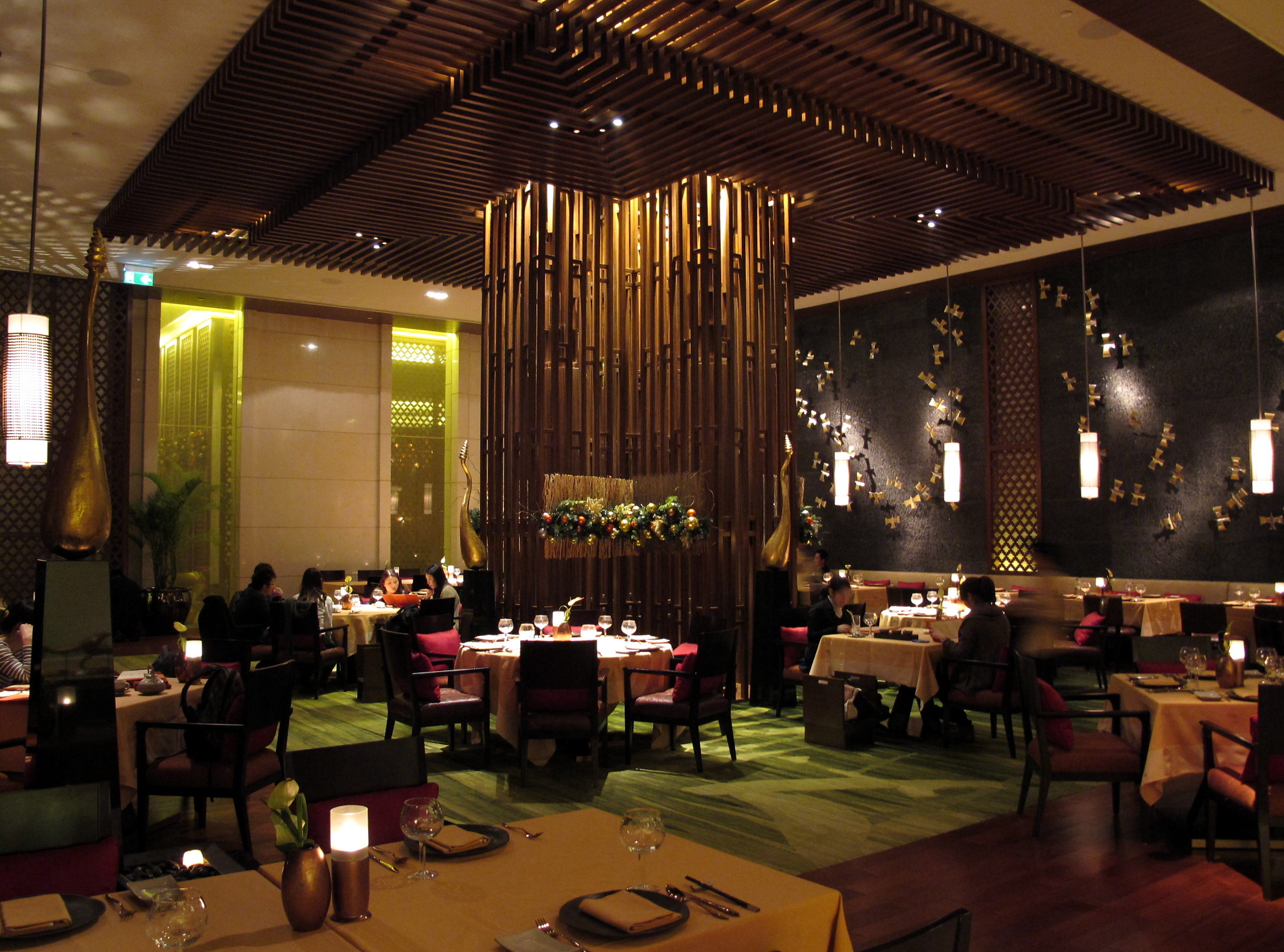
Saffron-尚坊

#### 澳門麗思卡爾頓酒店
於2015年5月開幕，位於地下至3樓及32樓至53樓，擁有超過250間套房。

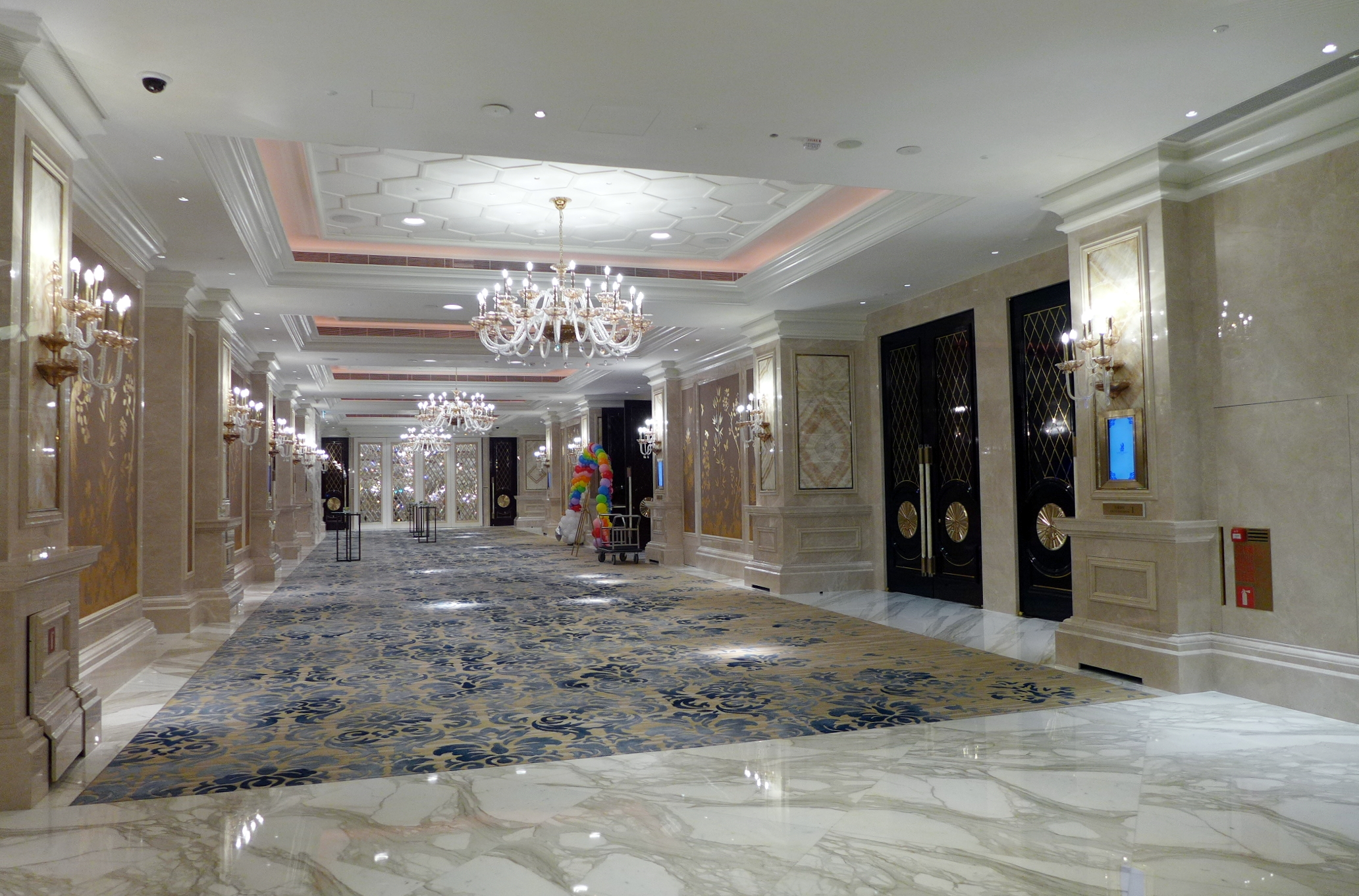
宴會廳大堂

#### 澳門JW萬豪酒店
是亞洲最大的JW萬豪酒店，於2015年5月開幕，位於地下至31樓，擁有1,015間客房及套房。

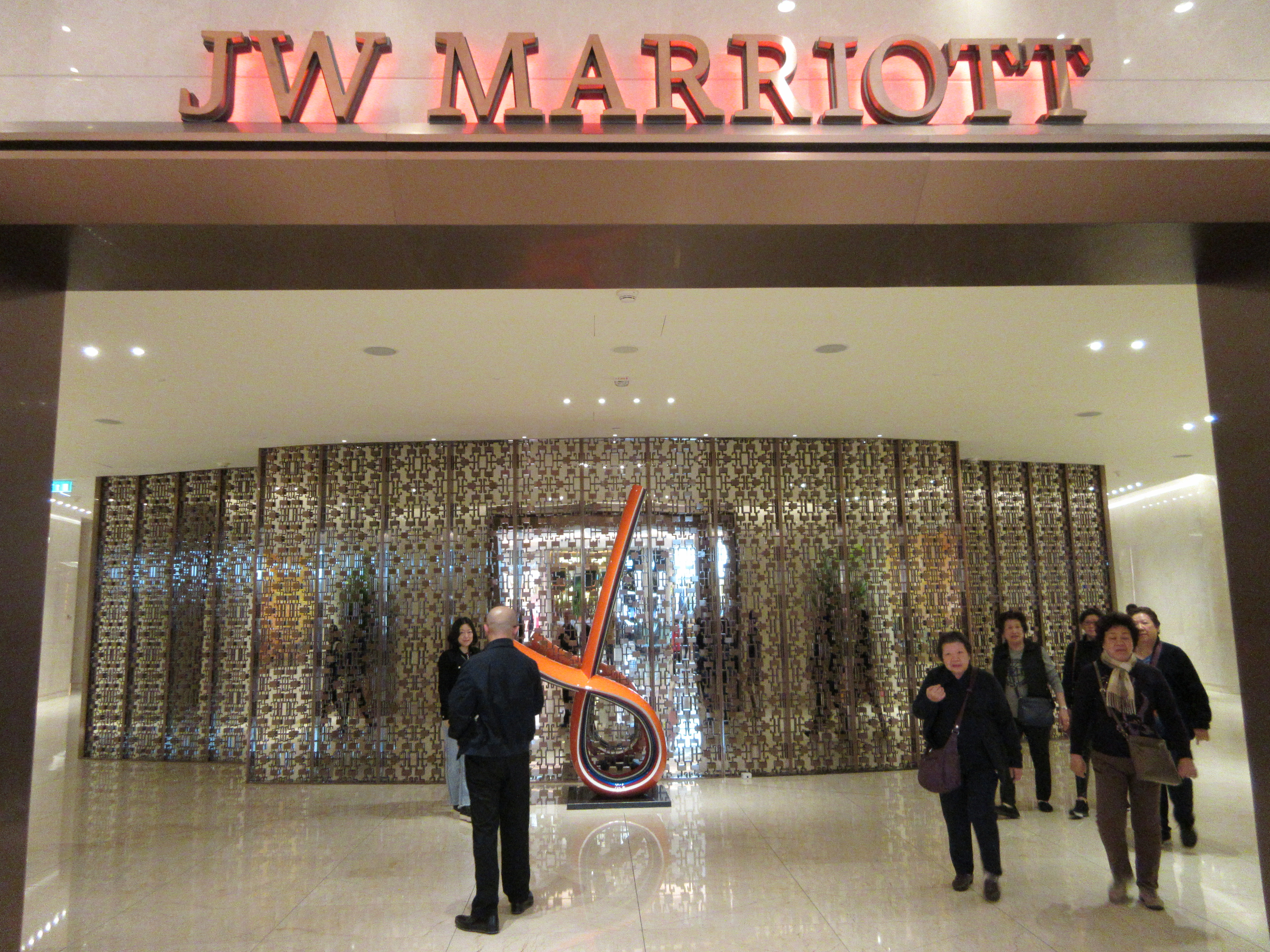
酒店側門入口

#### 澳門萊佛士酒店

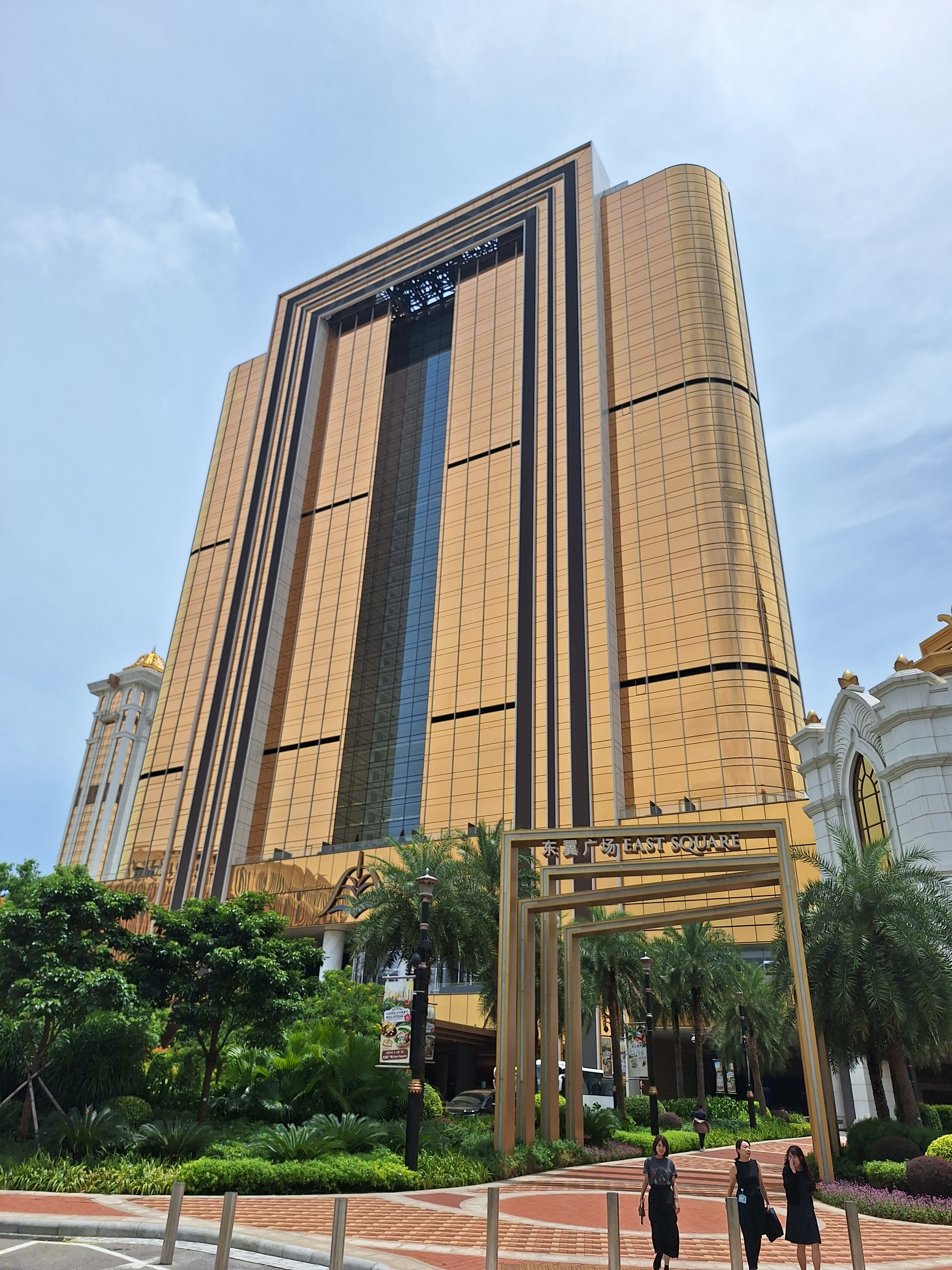
澳門萊佛士酒店大樓

將於2023年8月16日開幕，其營運方式和服務與位於新加坡的萊佛士酒店（始創店）相同。酒店提供450間套房，位於度假城的東側，該用地前身為穿梭巴士總站。大樓外牆設有LED裝置，每一層均有玻璃空中廊橋接連塔樓兩翼，酒店設計更突出澳門中西合璧的文化交融；酒店設有兩個酒吧和一間日本料理餐廳，其中「萊佛士大堂吧」供應了地道新加坡雞尾酒「新加坡司令」。

#### 澳門嘉佩樂酒店

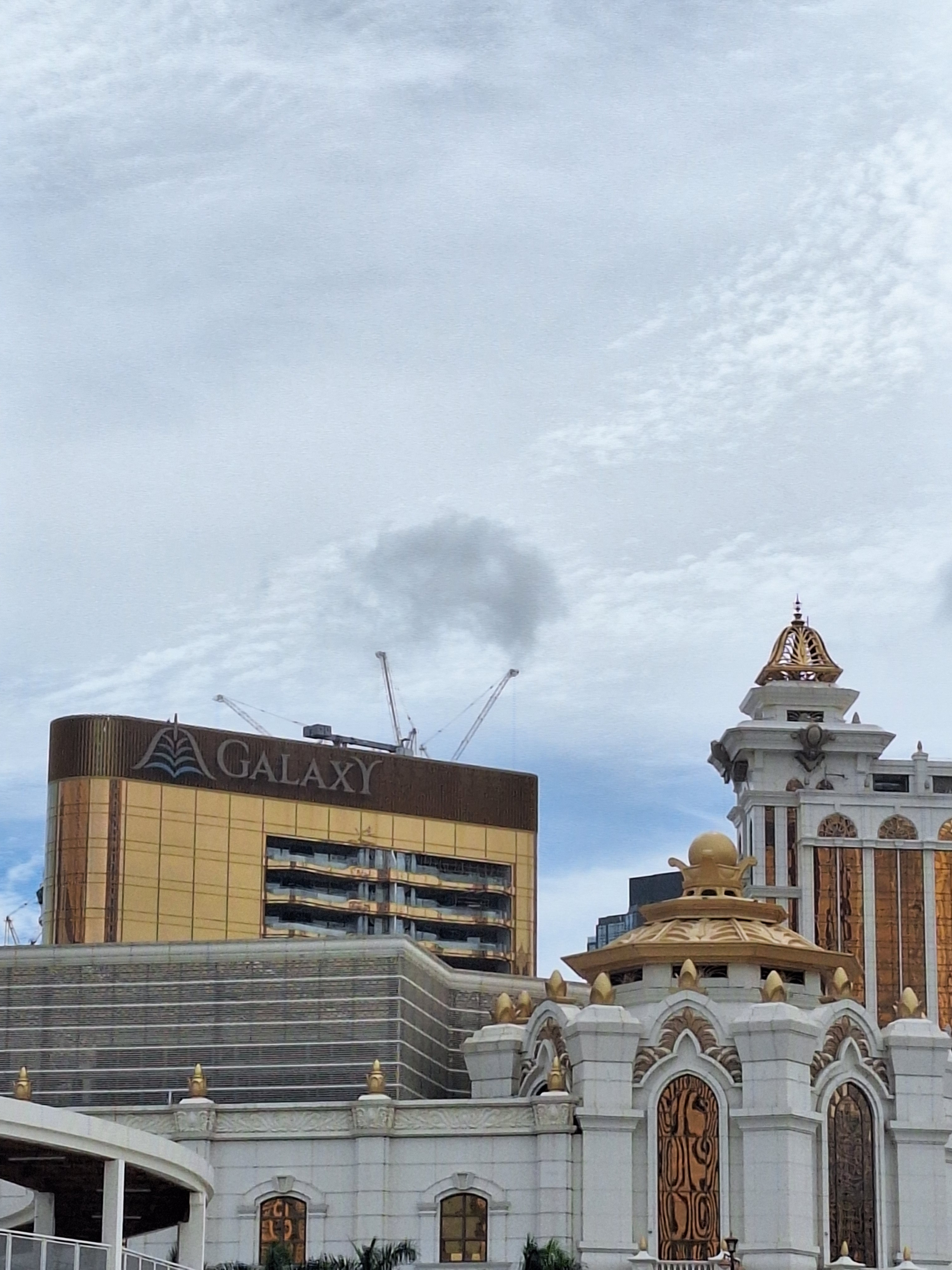
澳門嘉佩樂酒店大樓（己建成）

由巴黎知名的 Moinard Betaille 建築事務所操刀，设計靈感源於茂密叢林與澳門梅旅的自然風光，澳門銀河嘉佩樂酒店設有36間空中別墅及57間套房 所有空中別墅均配備私人露台與晶瑩剔透的無邊泳池，隱密的花園和其他奢華設施 。另外57間套房亦將令人歎為觀止的澳門城市景觀盡收眼底，打造無可比擬的奢華體驗。

### 餐飲

#### 米芝蓮摘星餐廳
麗軒

8½ Otto e Mezzo BOMBANA

鮨吉祥 宫川

### 天浪淘園
澳門銀河天浪淘園佔地75,000平方米，分兩期發展。第1期設2,000平方米的沙灘及全球規模最大的「空中衝浪池」。第二期設全球最長575米的「空中激流」，全程歷時20分鐘，泳客需抱着大形水泡跳進水道。其他設施包括3條高9米的天際滑水梯「衝天激流」、人工沙灘「棕悅灣」，以及專為小朋友而設，面積達300平方米的水上遊樂區「童樂島」。園區設有數間咖啡廳、酒吧以及服裝店。

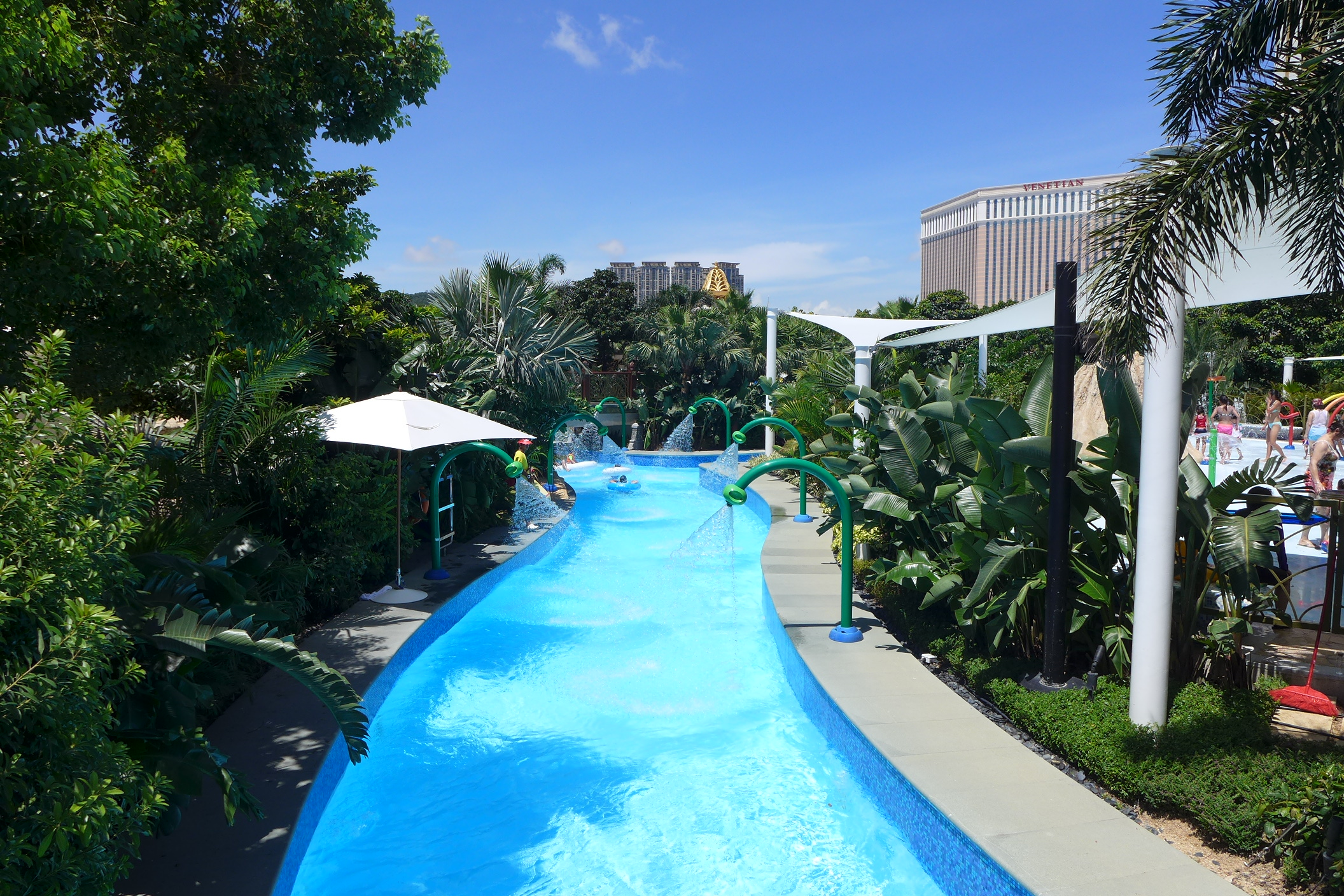
空中漂流
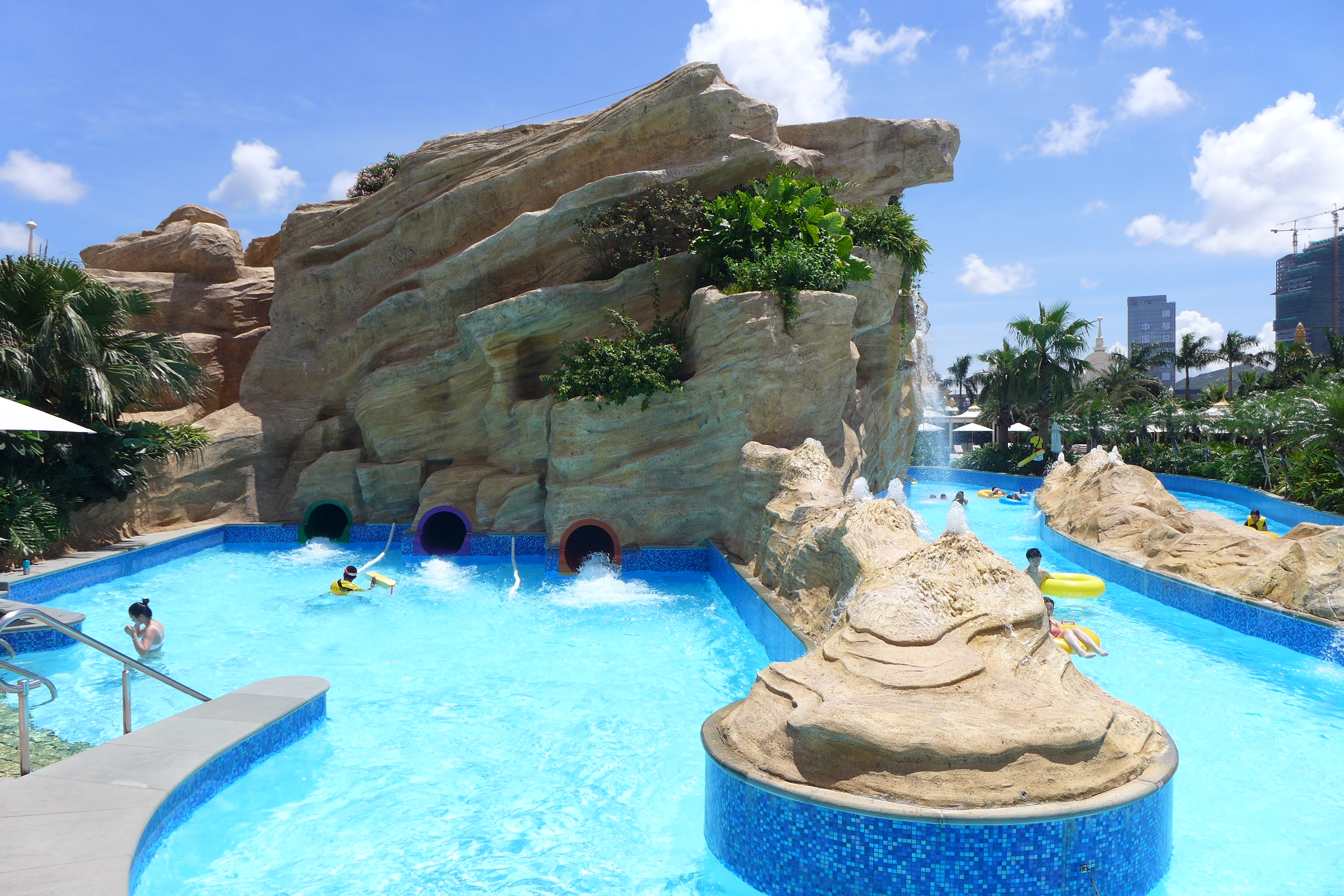
天際滑水梯「沖天激流」
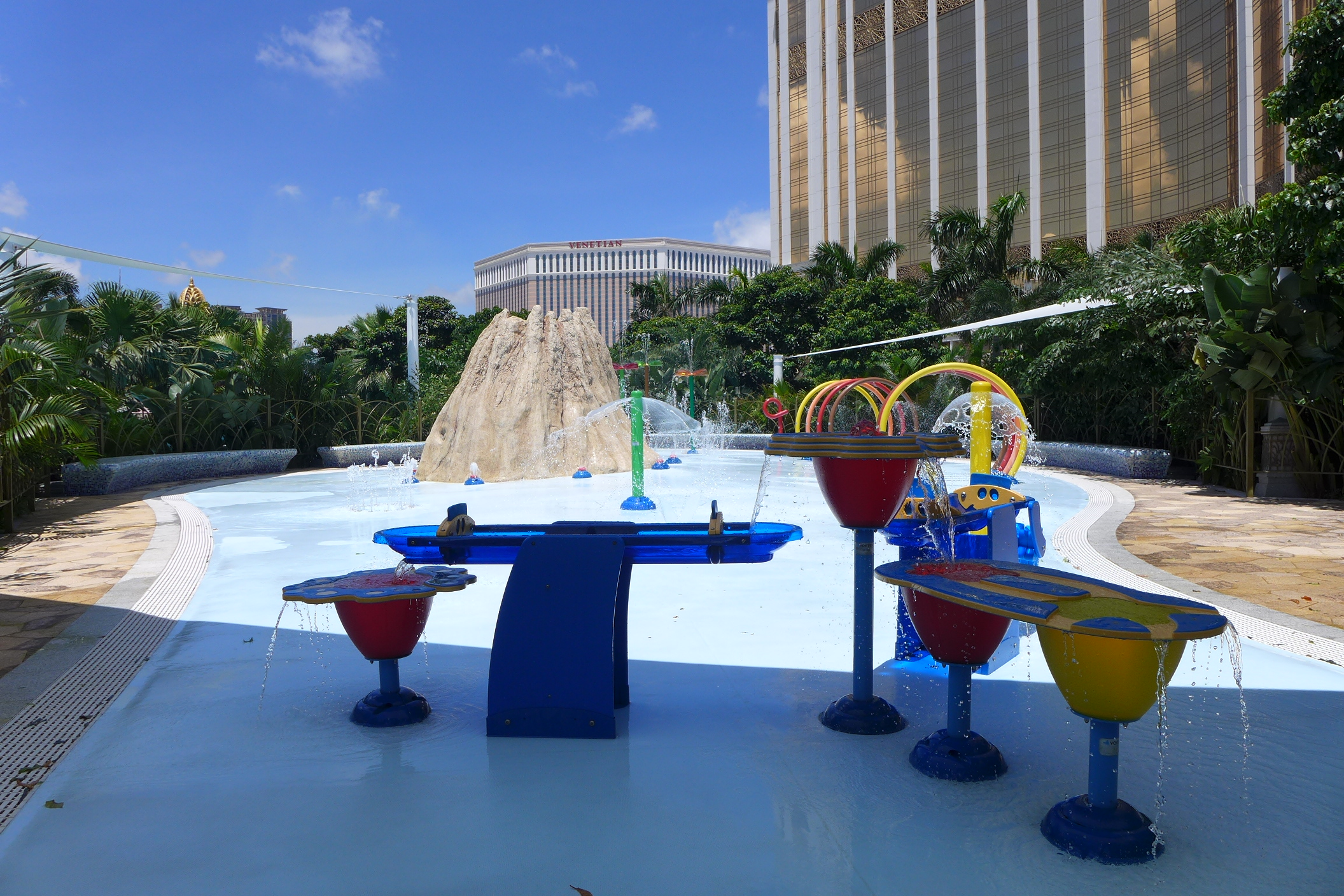
水上遊樂區「童樂島」
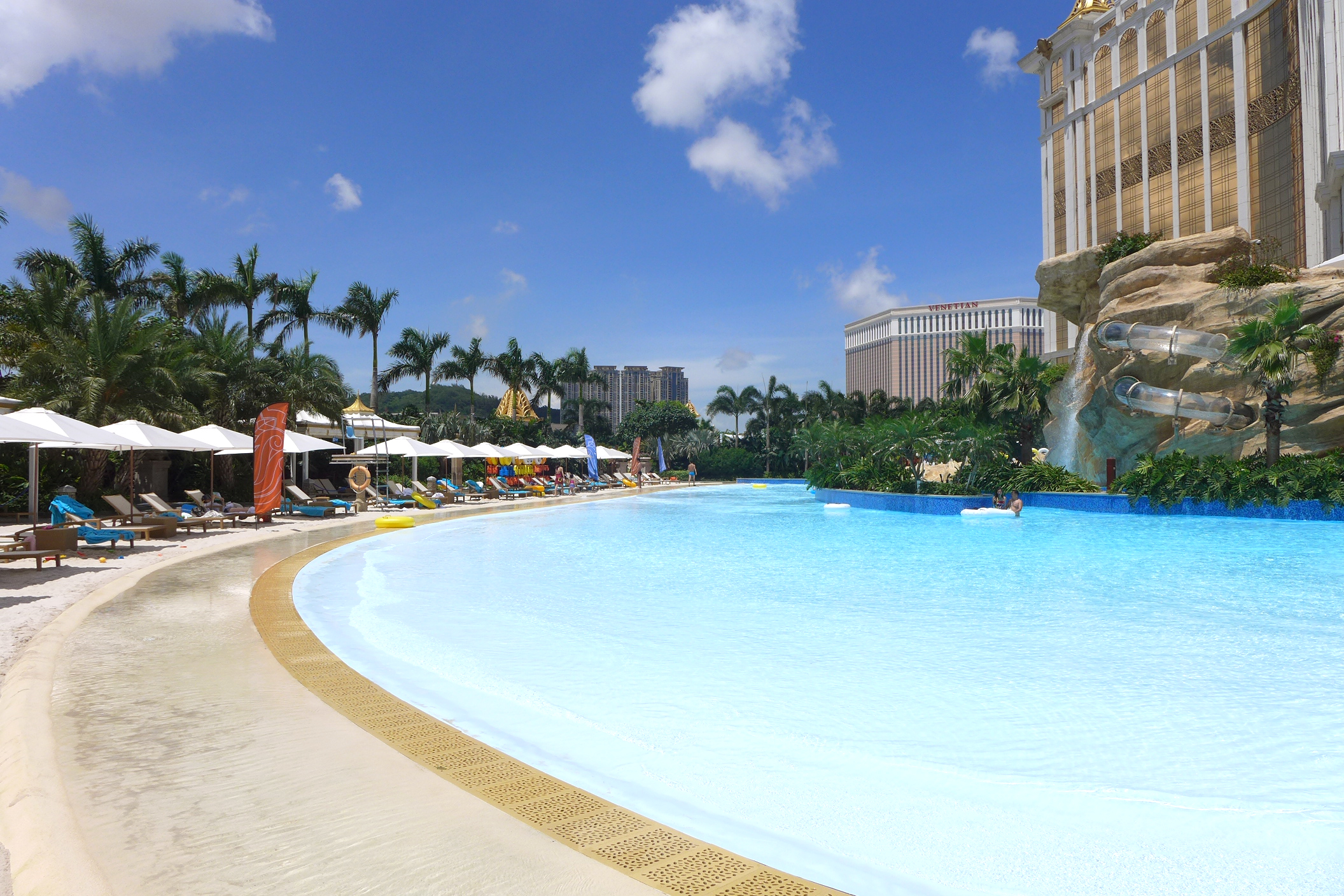
人工沙灘「棕悅灣」
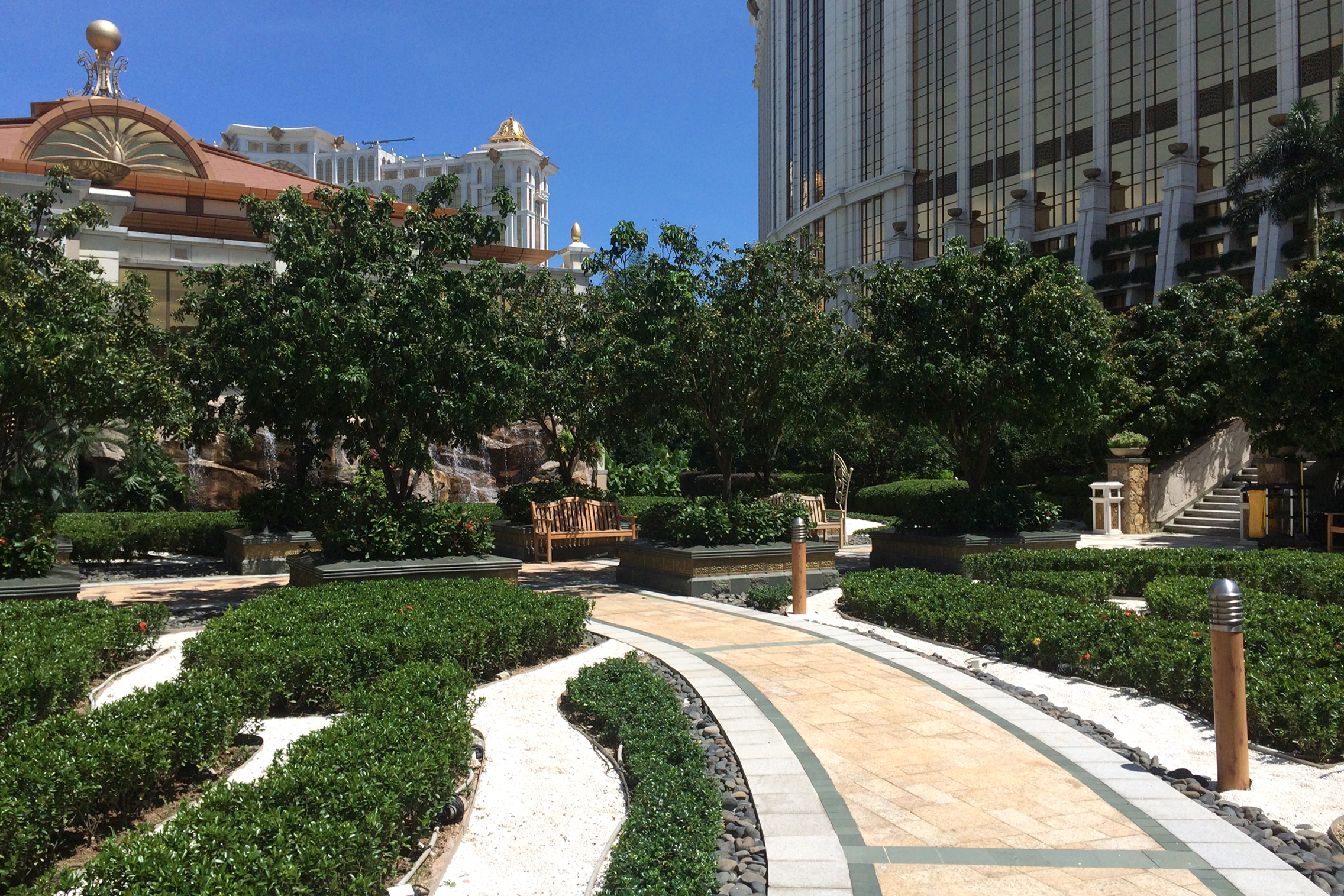
蝴蝶園

### 「時尚匯購物中心」商場

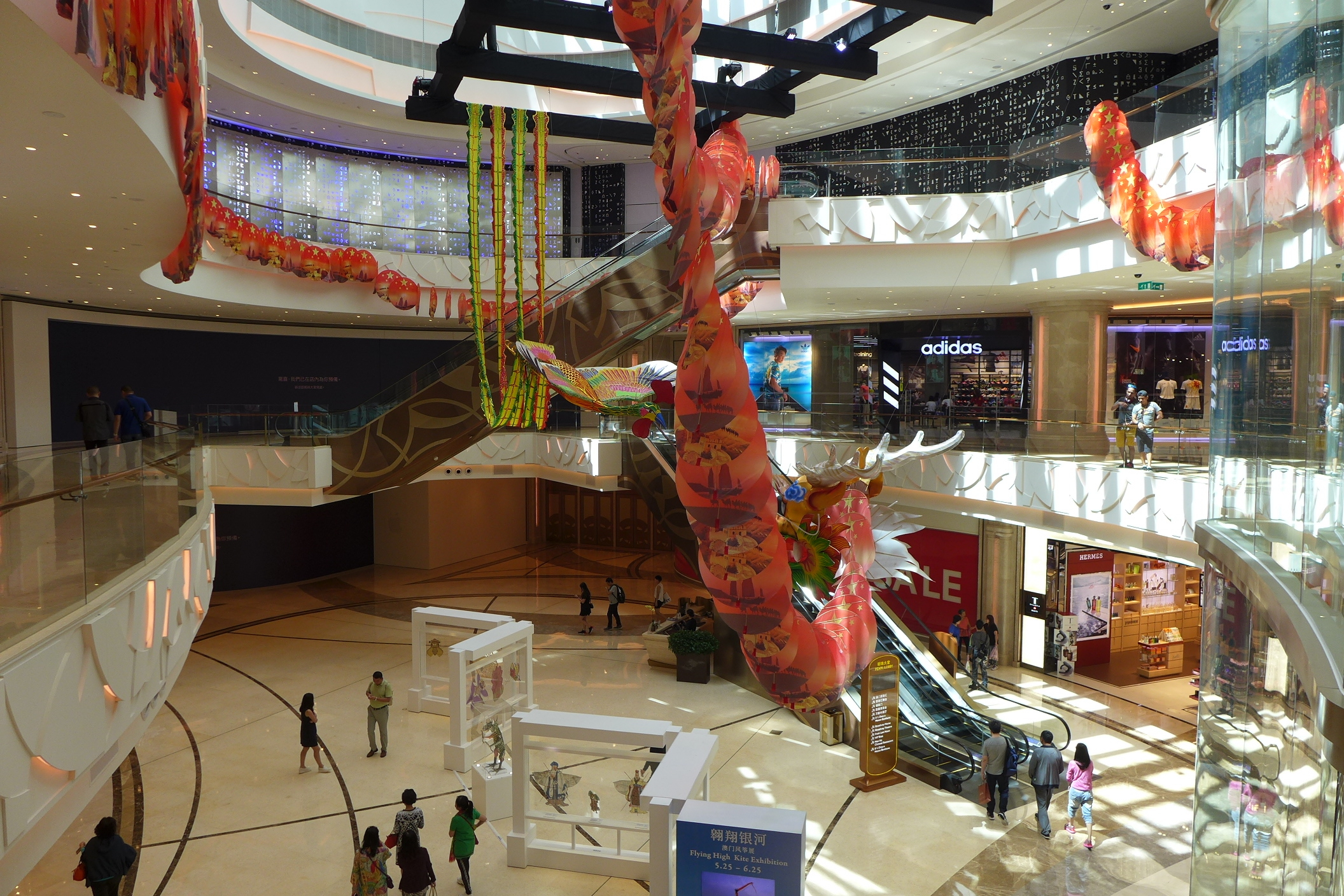
「時尚匯購物中心」明珠大堂

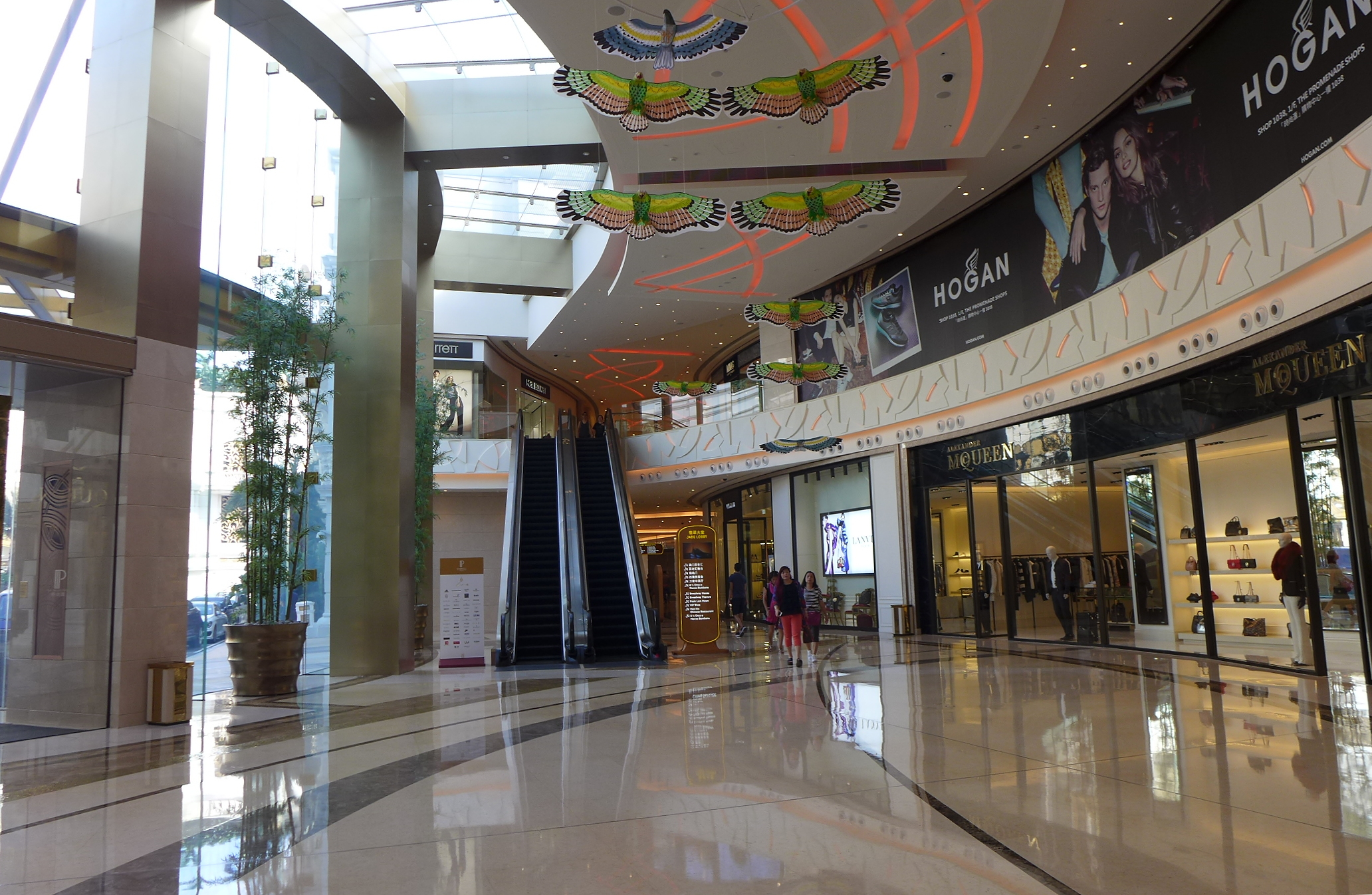
「時尚匯購物中心」翡翠大堂

第1期商場用兩條時尚大道（前稱購物大道）分隔，裝修採用大理石地台及石柱，包含水晶大堂及鑽石大包含水晶大堂及鑽石大堂。時尚大道西（前稱購物大道西）以高級鐘錶及珠寶品牌為主，租戶包括Jaeger、Piaget、ROGER DUBUIS、Van Cleef & Arpels、悅榕閣手工藝品店及中國工商銀行；而時尚大道東（前稱購物大道東）以大眾化品牌為主，主要租戶包括眼鏡88、萬寧、零食物語、GODIVA、Häagen-Dazs、Pacific Coffee、利基通訊、六福珠寶、銀河商店及金城中藥房。
食肆包括香港馳名茶餐廳翠華餐廳、粵菜餐廳丹桂軒、金悅軒、葡軒和名家韓國餐廳。而亞洲美食坊則提供13間不同地區的品牌，包括Pepper Lunch、越南PHO 24、New York Fries、香辣屋、羅夫人祖傳葡撻、帕莎及大哥燒味等。

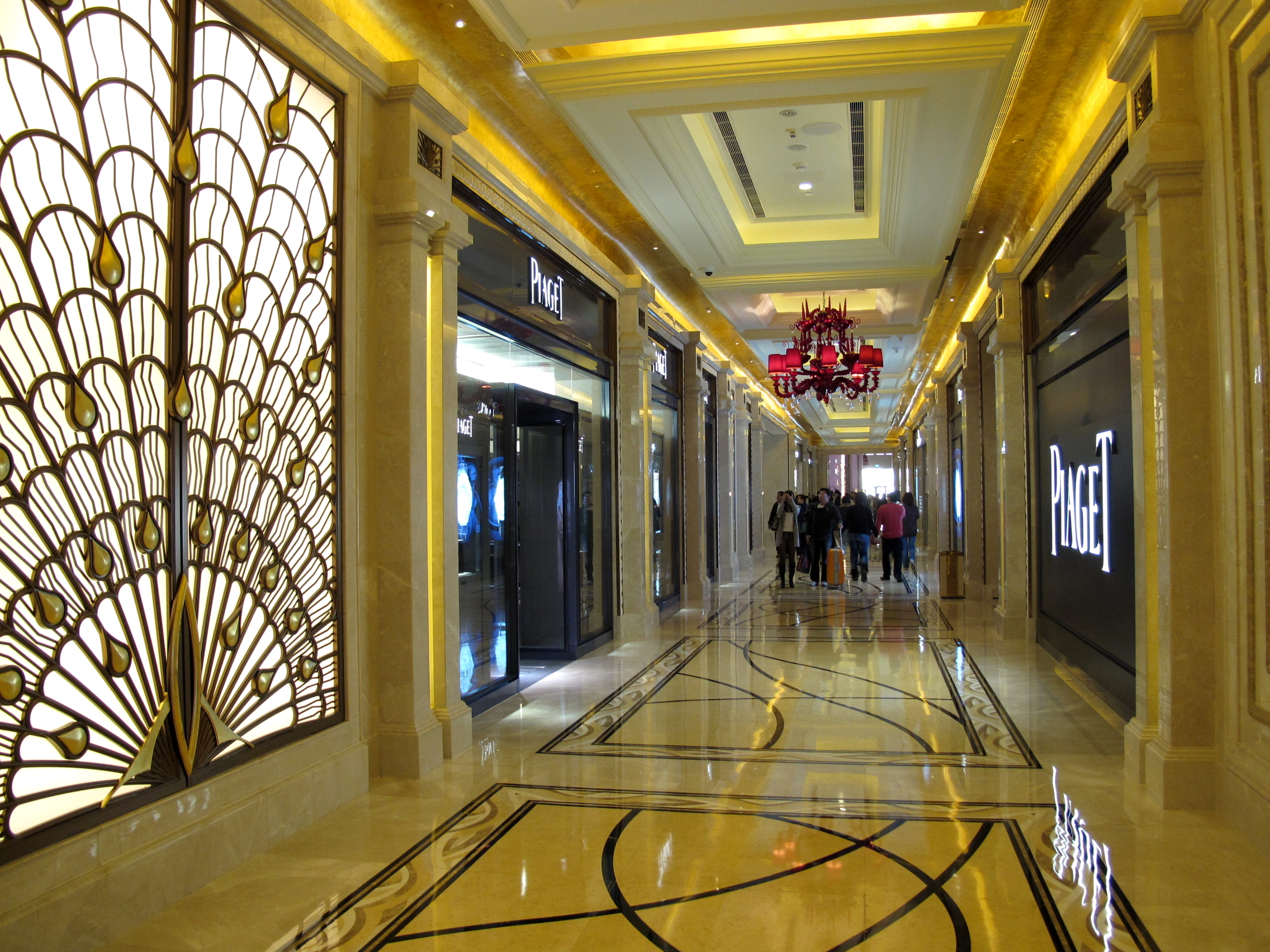
時尚大道西（前稱購物大道西）
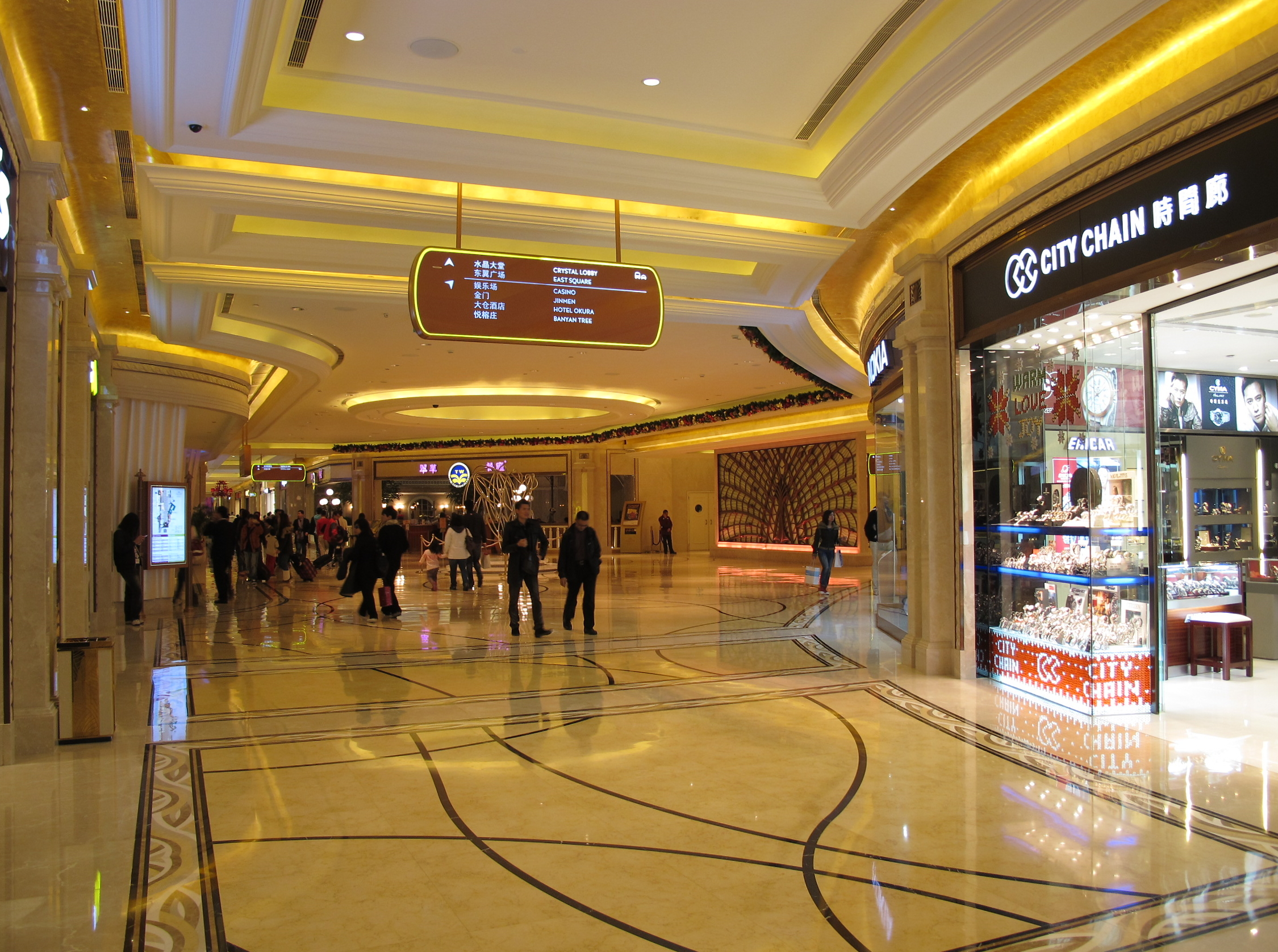
時尚大道東（前稱購物大道東）
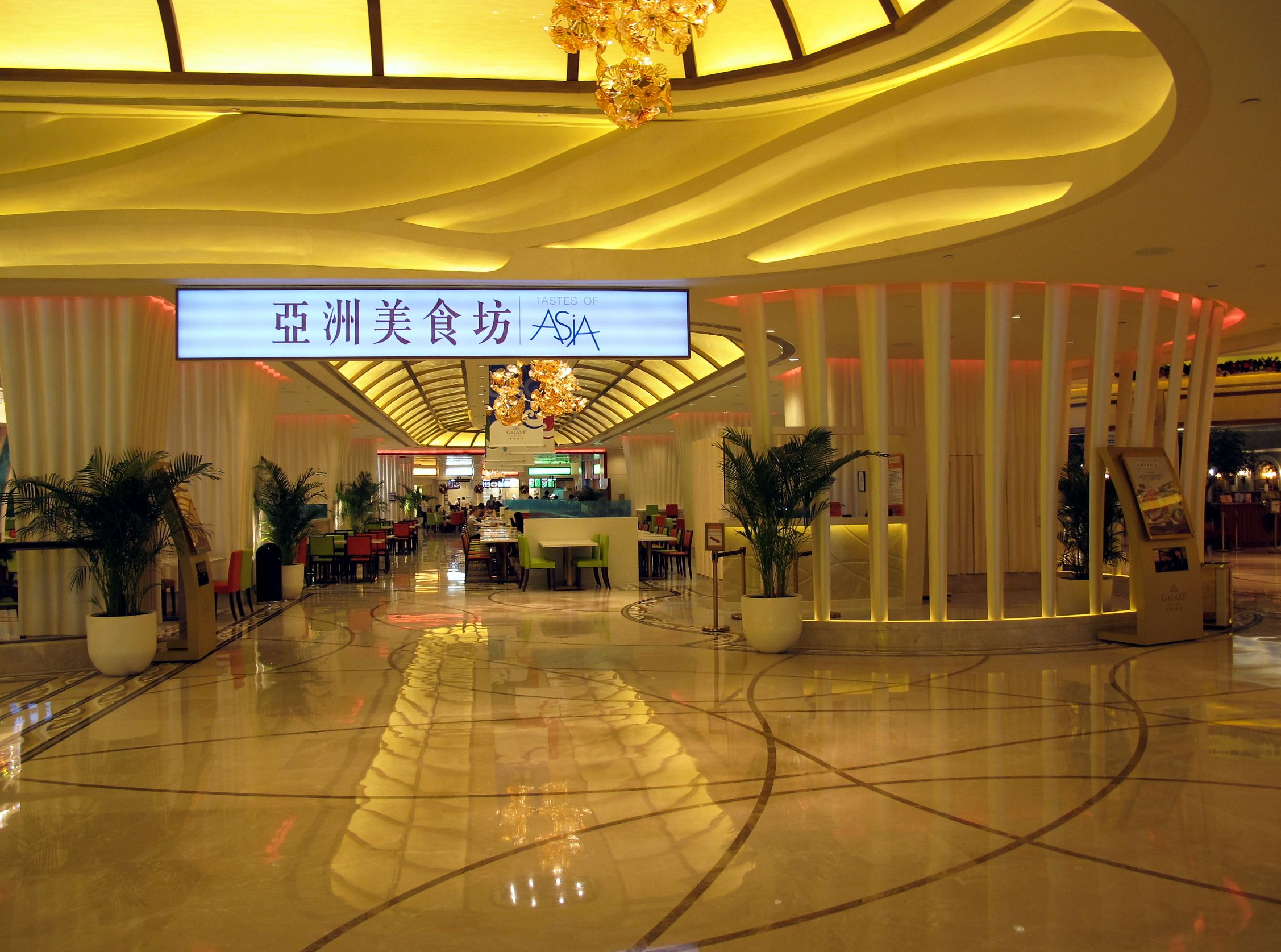
亞洲美食坊
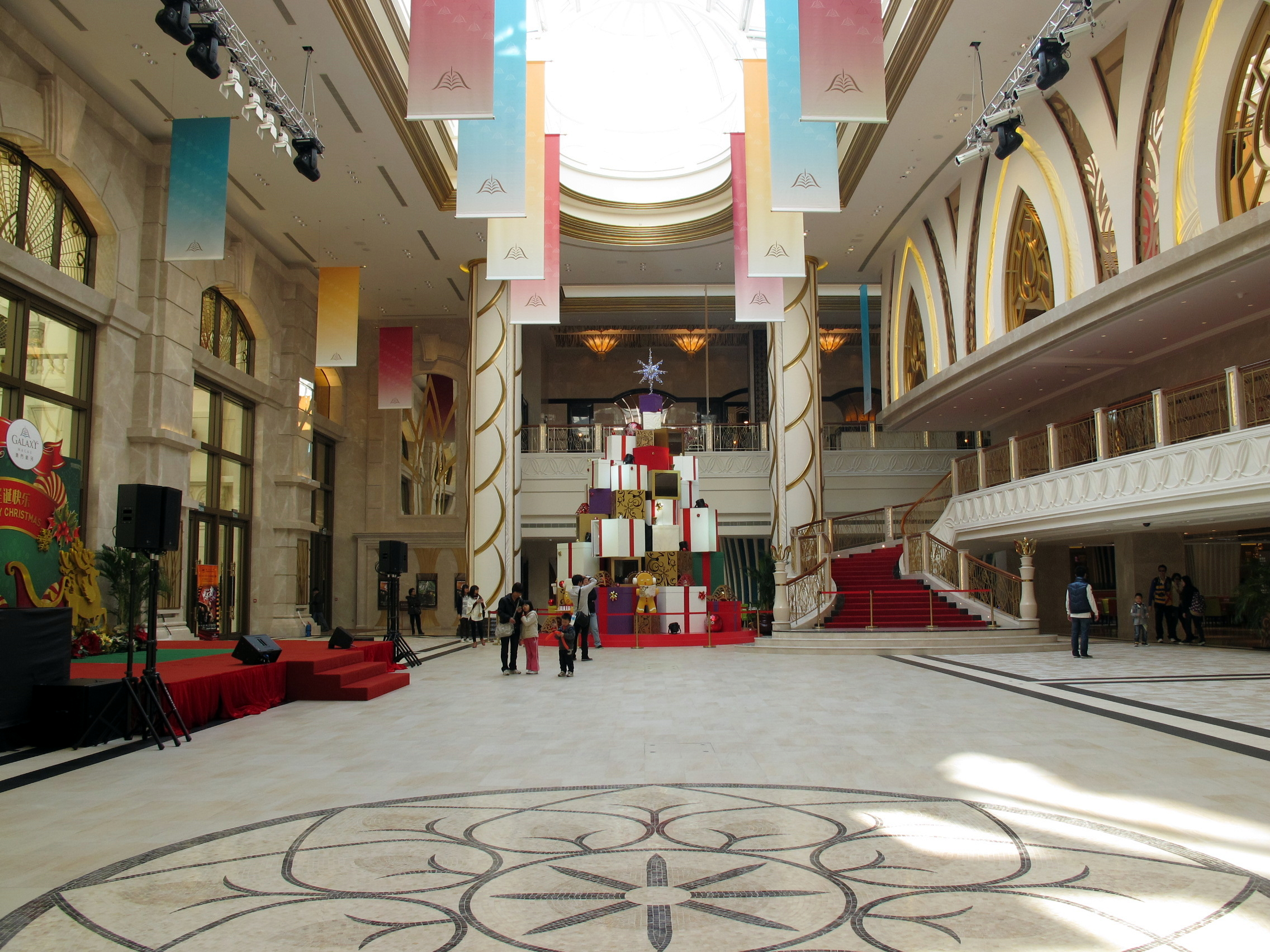
東翼廣場

第2期落成後，與第1期商場無縫連接，名為時尚大道中，新增翡翠大堂、明珠大堂及歐珀大堂，連接第1期兩條時尚大道，成為循環路線。第2期商場由Benoy設計，總面積超過10萬平方米，設超過200個時尚品牌，於2015年5月開業。商場主要租戶有H&M、Burberry、Dior、路易威登、Nike、adidas、DFS Beauty以至澳門首間Apple Store等品牌。其中約30個品牌首度進駐澳門，包括Alexander McQueen、Georg Jensen、Delvaux、Harry Winston、Maje、Moncler、Mulberry、Proenza Schouler、Roger Viver 及 Sandro等。而2樓有天橋連接「澳門百老匯」。

### 其他

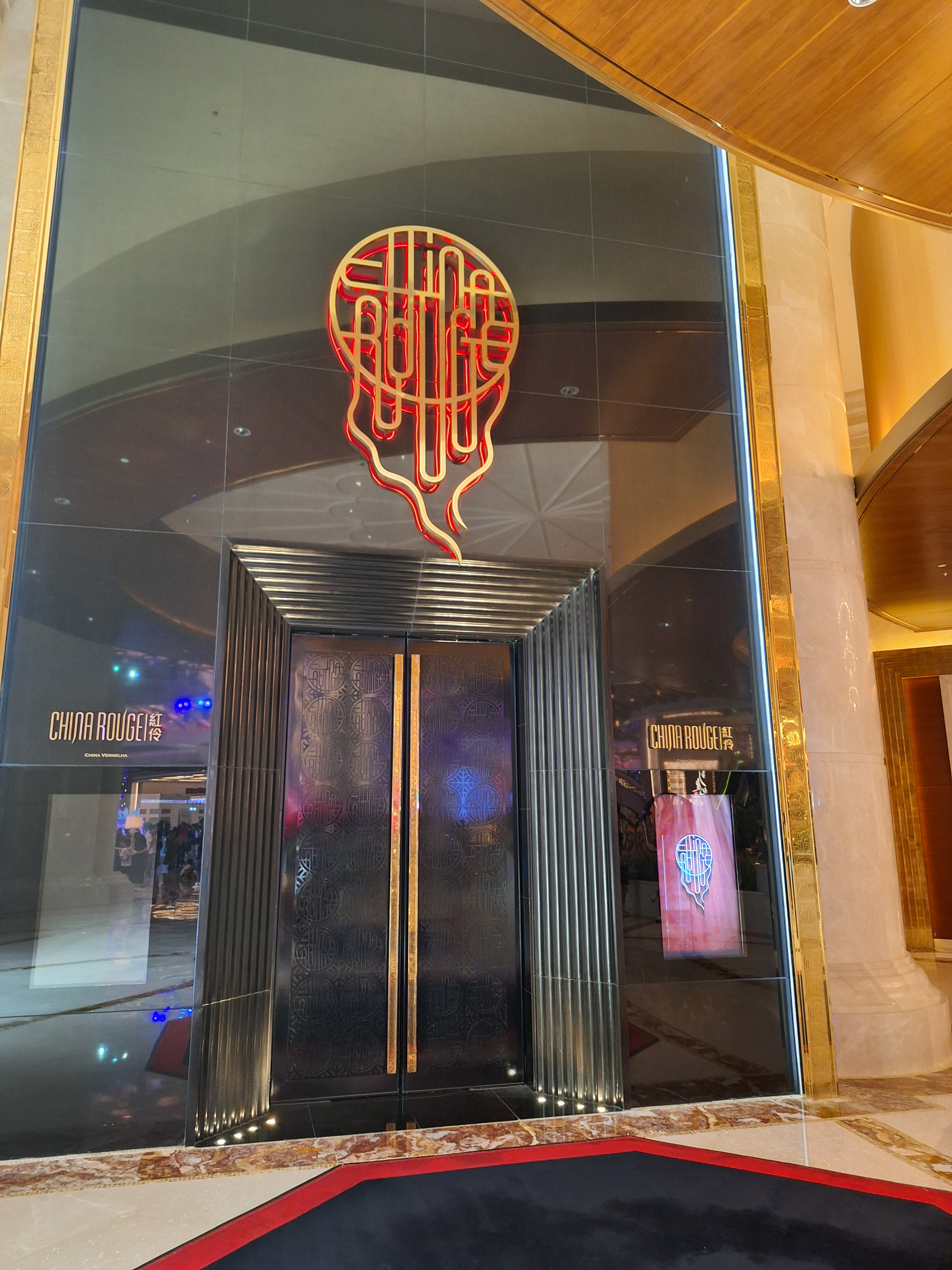
「紅伶」

澳門銀河鑽石大堂設頂級會員制私人會所 ─「紅伶」及接近 16,000平方米的銀河影院，共提供十間獨立影院。其中五間豪華貴賓影院可供應五星級餐飲、由專人提供服務的酒廊，以及可調校角度的舒適沙發座椅。

#### 銀河影院

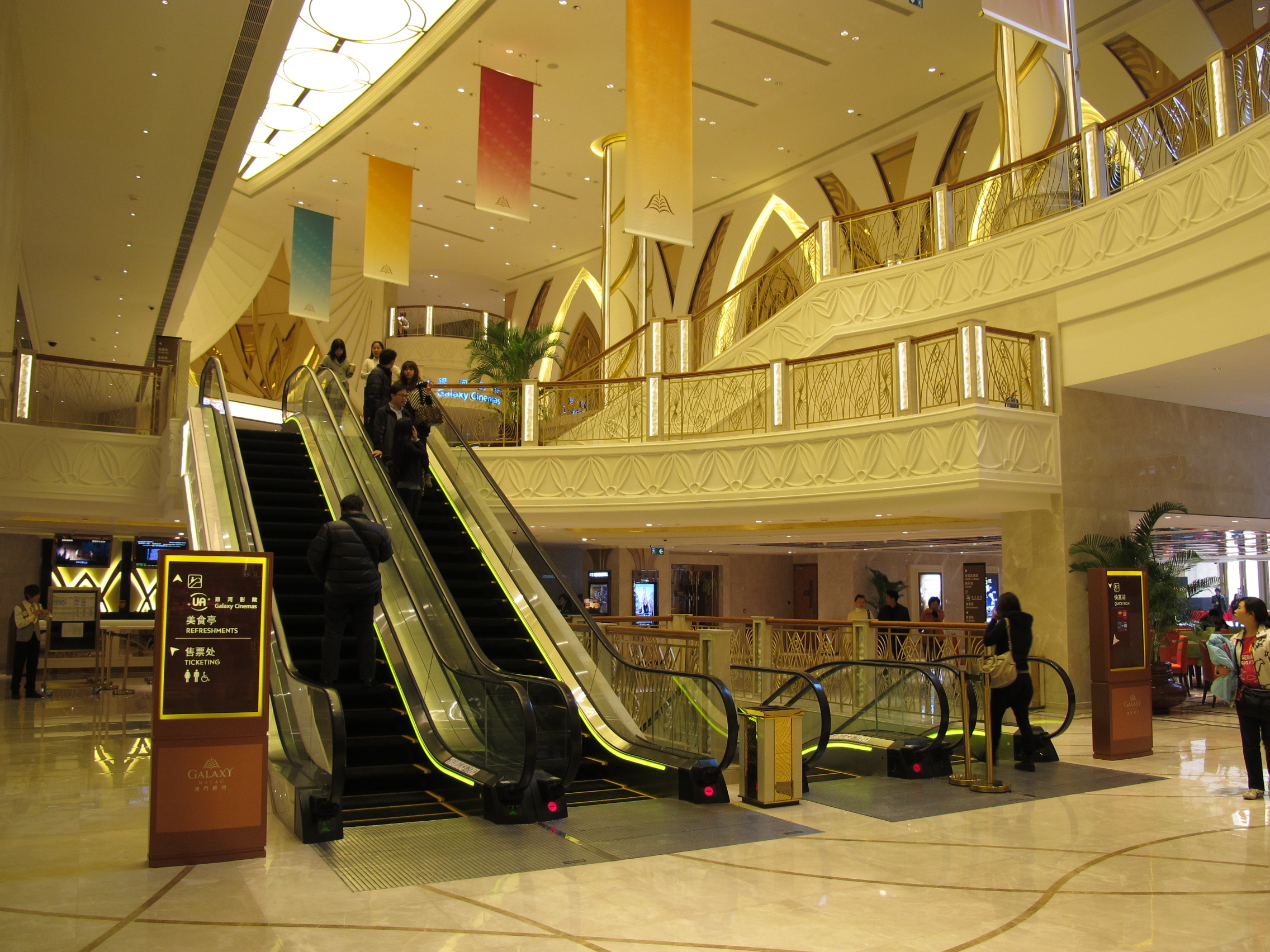
UA銀河影院 (已更名)

- 前稱UA銀河影院 ，採用全球最高解像度的4K雷射數碼放映設備放映電影，成為澳門第一間可播放4K雷射高清影像的戲院，開幕日期為2011年12月15日。
- 位於澳門銀河，10間影院，包括1間大劇院，5間貴賓影院以及4間標準影院。一般門票售價為110元澳門幣，3D電影票價則為140元，而豪華門票就為280元澳門幣，同時也設有網上購票服務。
- 全院10間影院共提供801個單人座位及8個雙人座位（共可座16人）。
- 曾為集團首間開設於澳門的戲院。
- 雖然名為「UA銀河戲院」，但實際該戲院歸澳門銀河管理，UA只是冠名，而且香港UA院線在2021年3月時已全線結業。在2021年4月14日晚上，「UA銀河戲院」於社交專頁上正式正名為「Galaxy Cinema 銀河影院」。

#### 銀河國際會議中心

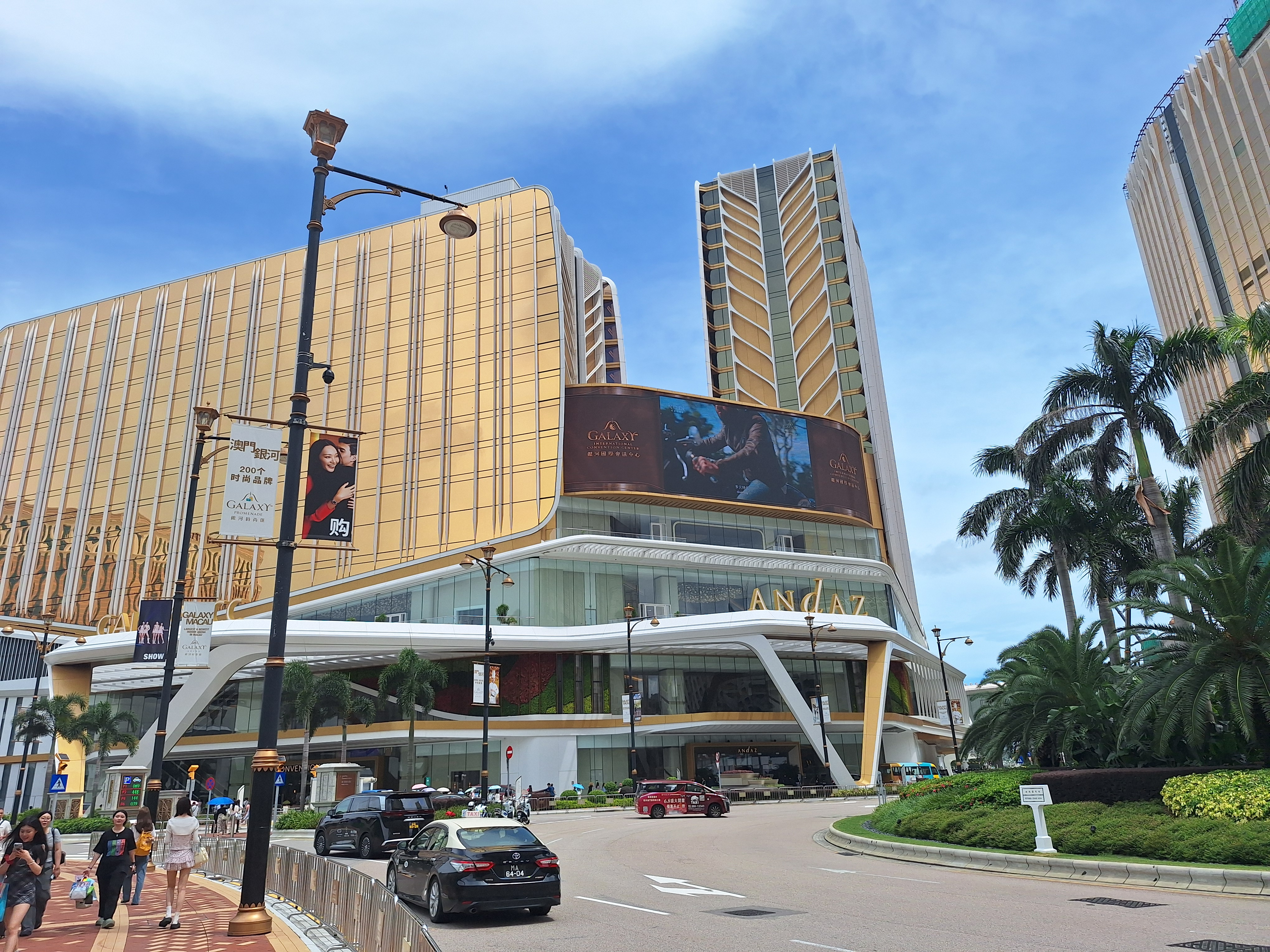
銀河國際會議中心

銀河國際會議中心作為“澳門銀河”第三期的重要發展項目，其中會議中心會展空間總面積達40,000平方米。設施包括面積達10,000平方米的無柱式展覽館；擁有650個座位的演講廳；可容納2,400位賓客的禮宴廳；面積約4,000平方米的會議廳；以及可以同時接待超過1,000位賓客的宴會廳。另外，中心內設有銀河綜藝館，可容納多達16,000人，為澳門目前最大的室內活動場館，並在舉行會議或展覽活動能與相連的展覽廳進行連通。

## 业务

### 二期發展

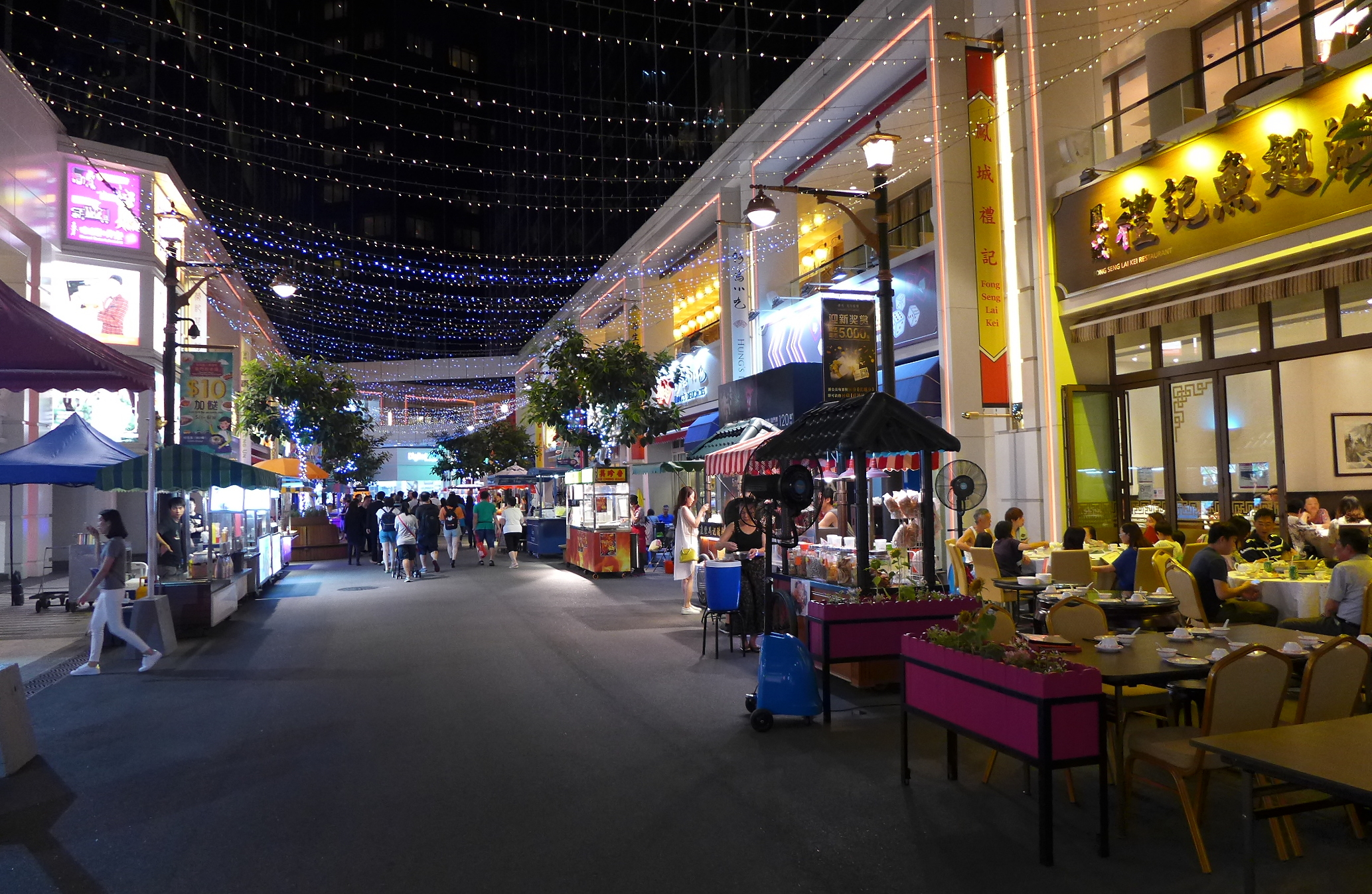
澳門百老匯

銀行娛樂計劃斥資160億元，發展酒店及博彩項目「澳門銀河2期」。為配合第一期，引進萬豪國際旗下酒店品牌，包括麗思卡爾頓酒店旗下首間全套房酒店及JW萬豪酒店，令渡假城的客房數目增加至超過3,600間。第二期建成後，除了會擴大渡假城的娛樂場空間，購物面積亦將擴增至超過10萬平方米，開設逾200間商店，並增設超過45間國際餐飲食肆，令總數達至100間。工程於2015年完成 銀娛2期及由金都綜合樓群改造而成之澳門百老匯項目於5月27日開幕。

### 三期發展
2019年11月6日，銀河娛樂公布，凱悅酒店集團旗下安達仕（Andaz）將進駐澳門銀河第3期，預期於2021年上半年啟業，同期開業的尚有銀河國際會議中心（GICC）和擁有1.6萬個座位的銀河綜藝館（Galaxy Arena）。第3期目標於2020年底分階段完工，原定於2021年初開業。 但受COVID-19本地疫情和全球疫情影響，預計2023年下半年開幕，目前會議中心包括綜藝館已進入試業階段。項目還包括澳門萊佛士酒店，提供約450間套房；同時，原有的水晶大堂也會翻新，新水晶大堂亦稱為「水晶蓮花」，利用了380,000顆精確切割水晶及146,000個獨立調控光源打造的，其後每30分鐘會有新表演。另外，澳門麗斯卡爾頓酒店和大倉酒店大樓中間更加建了澳門嘉佩樂酒店（Capella Macau），提供約350間套房並設有獨立泳池，預計2025年底開幕。

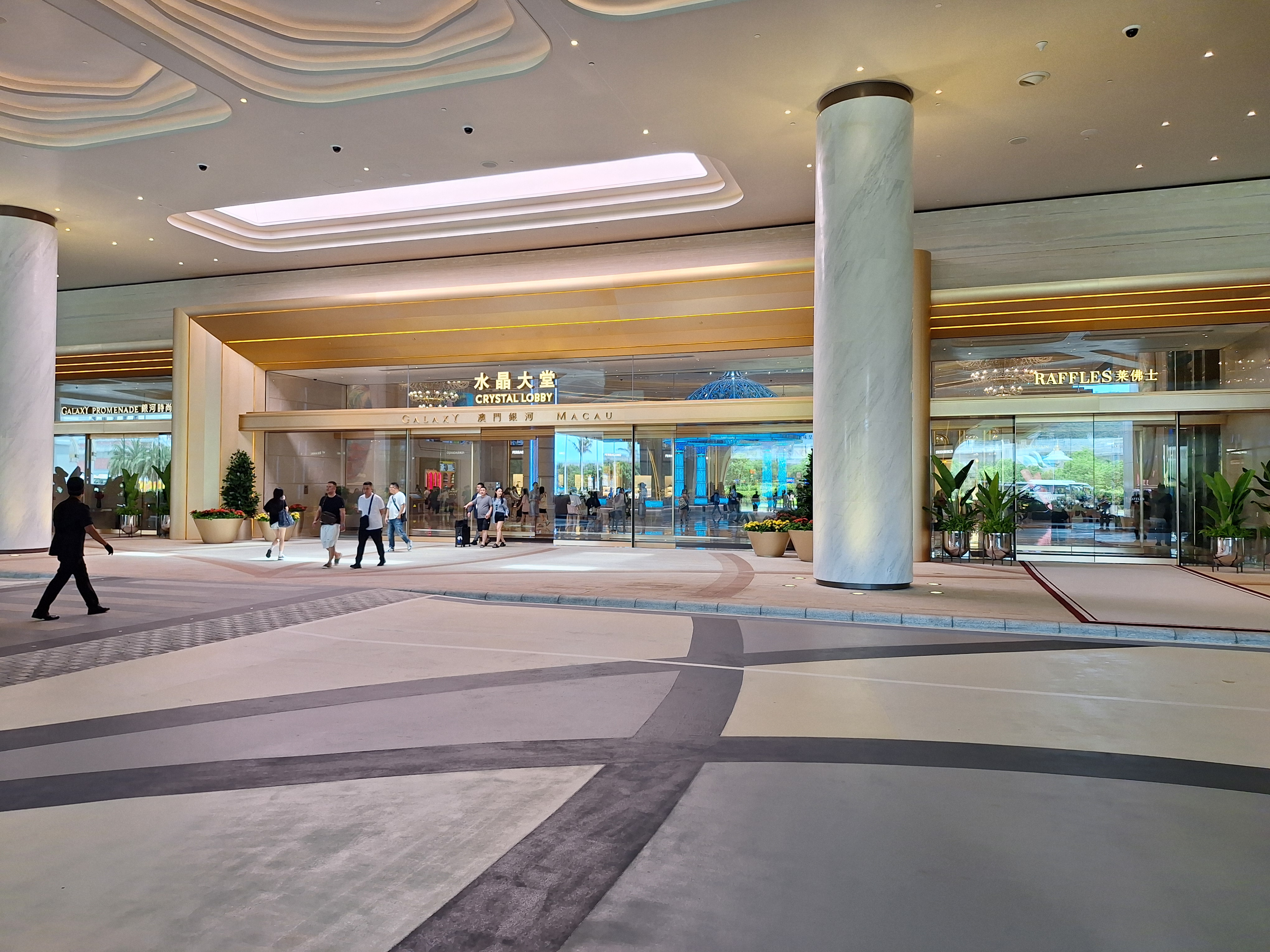
翻新後的水晶大堂入口（包括澳門萊佛士酒店入口）
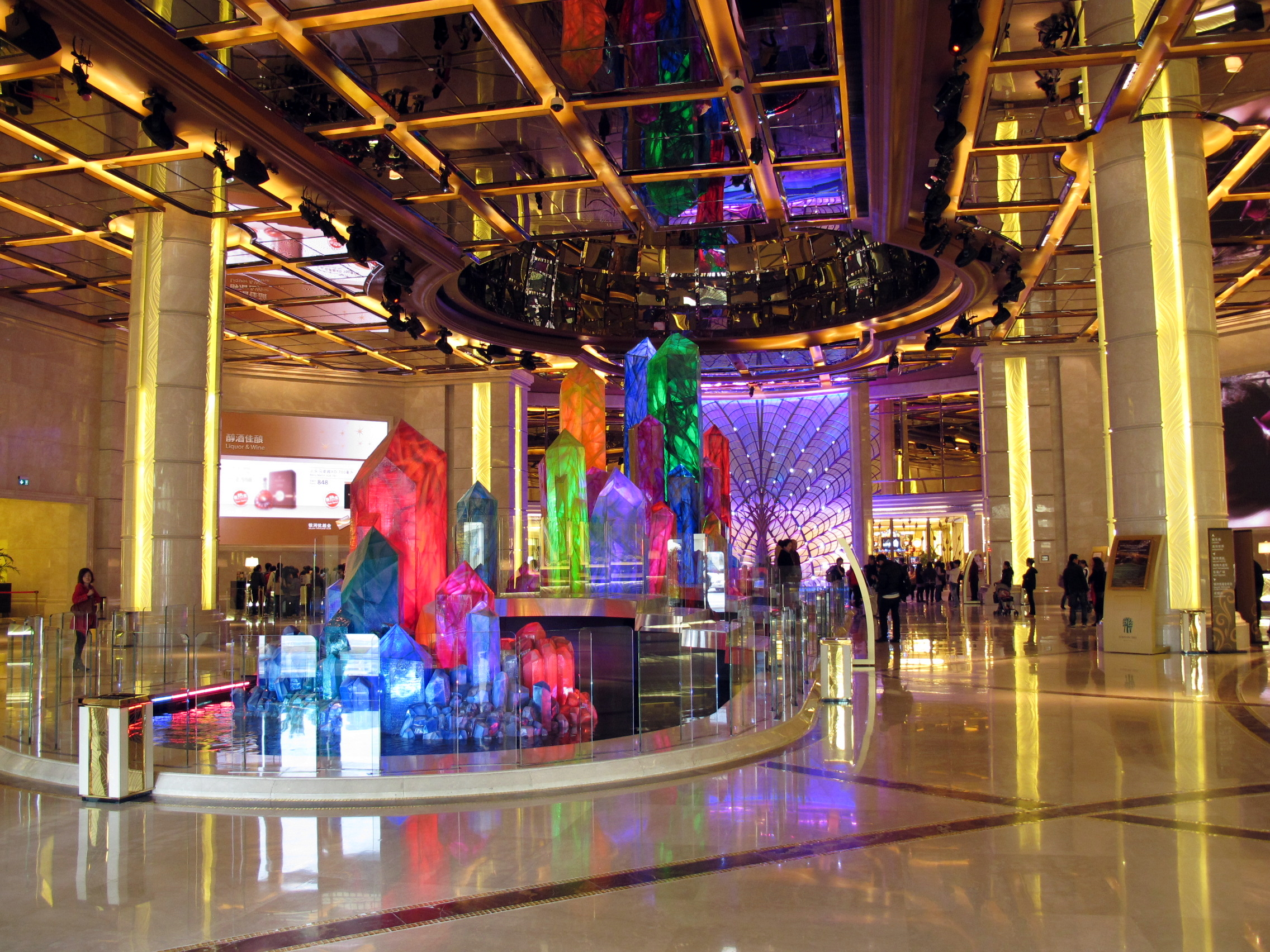
翻新前的水晶大堂（如意晶彩）
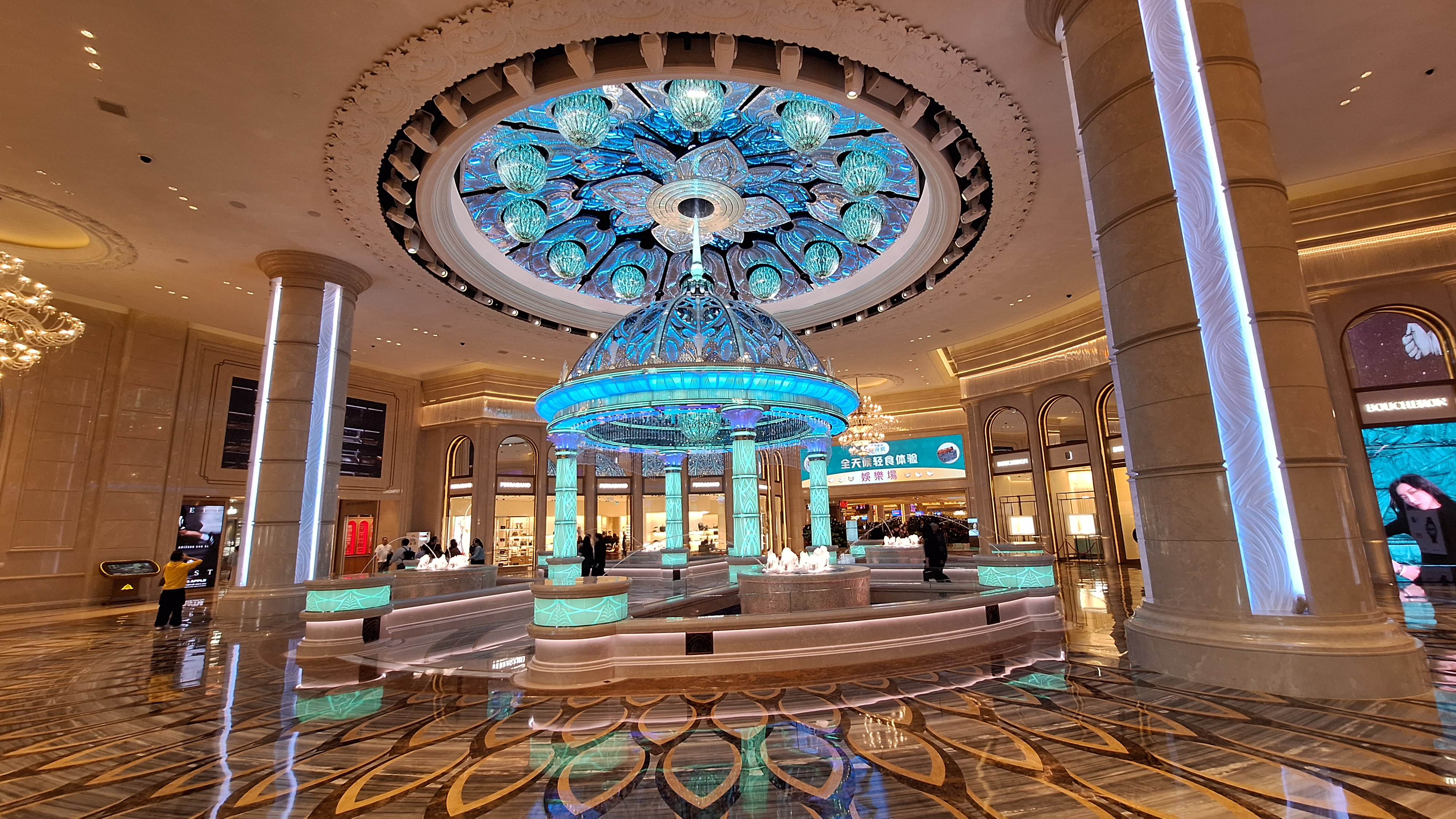
翻新後的新水晶大堂（水晶蓮花）
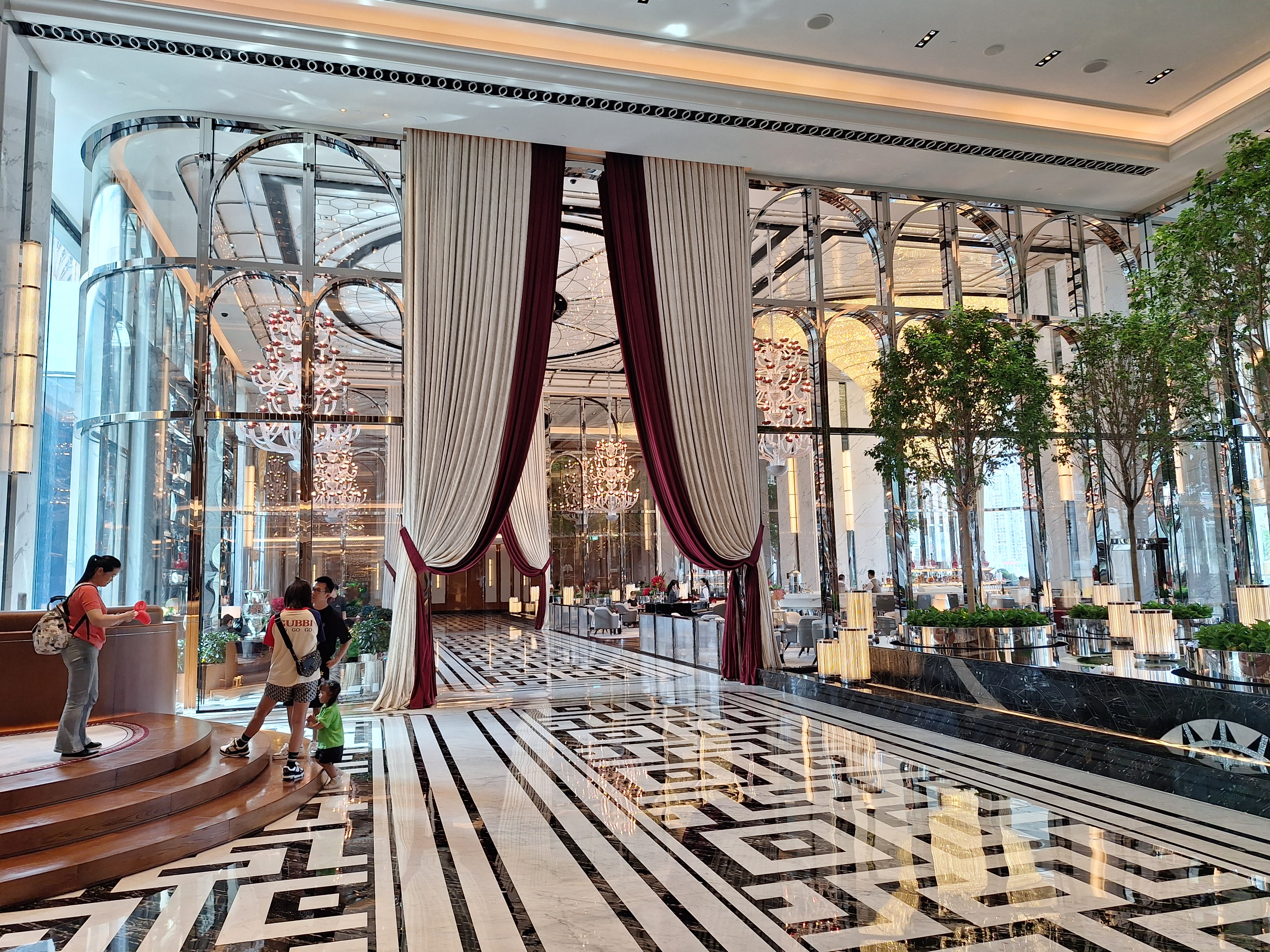
澳門萊佛士酒店酒店大堂
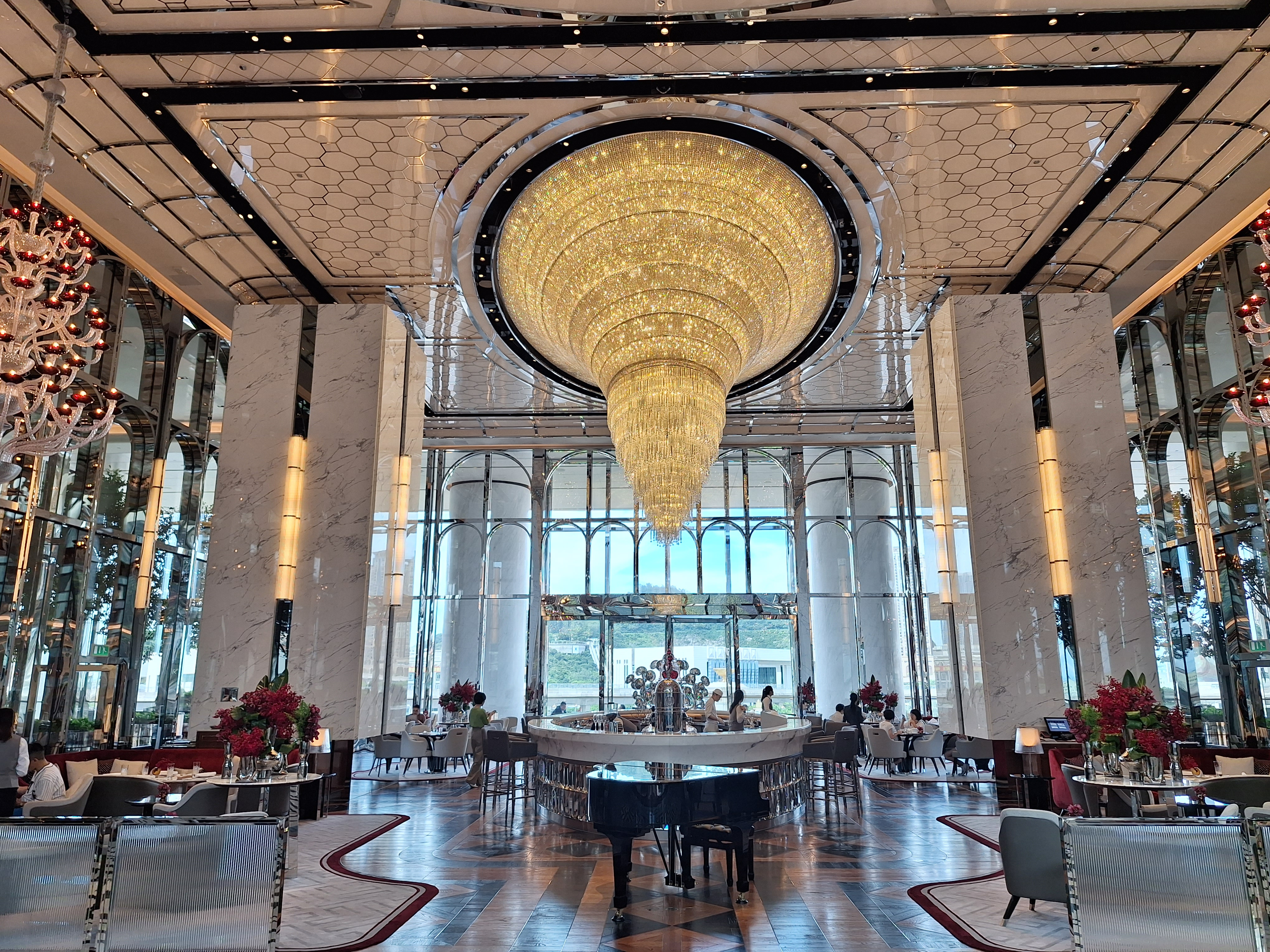
澳門萊佛士酒店萊佛士大堂吧
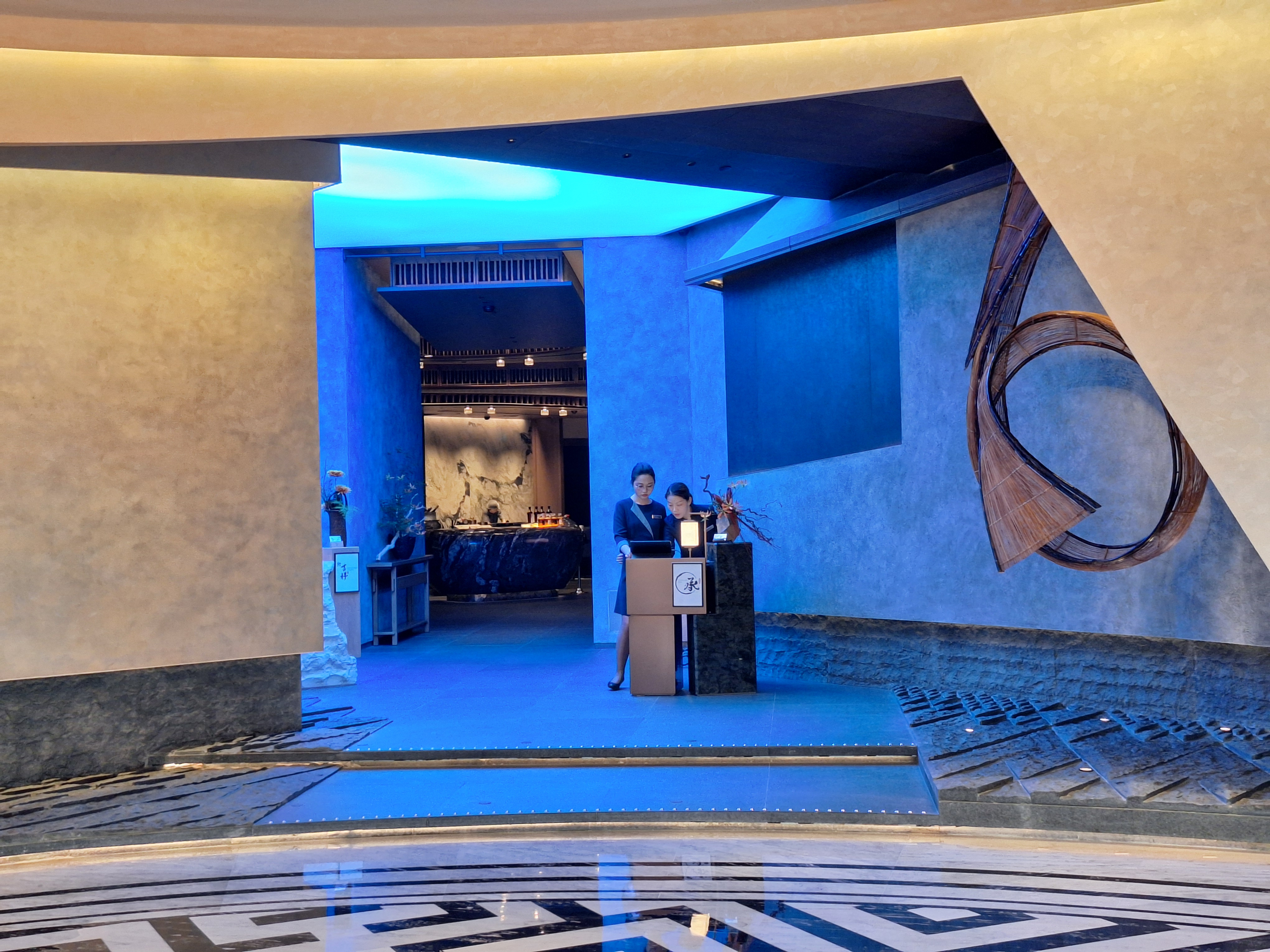
澳門萊佛士酒店「鮨吉祥 宮川」及「承 ‧ 鐵板料理」日本料理餐廳

新水晶大堂於2022年1月首次進行「新春特別表演－鳯舞賀新歲」的表演；銀河綜藝館於2023年4月舉行《TREASURE ASIA TOUR HELLO MACAU》演唱會時首次啟用，而澳門萊佛士酒店將於2023年7月開幕，但只接受貴賓入住；其後將於2023年8月16日試業，澳門安達仕酒店將於2023年9月15日開幕；實際上，第3期項目於2023年12月13日盛大開業。

### 四期發展

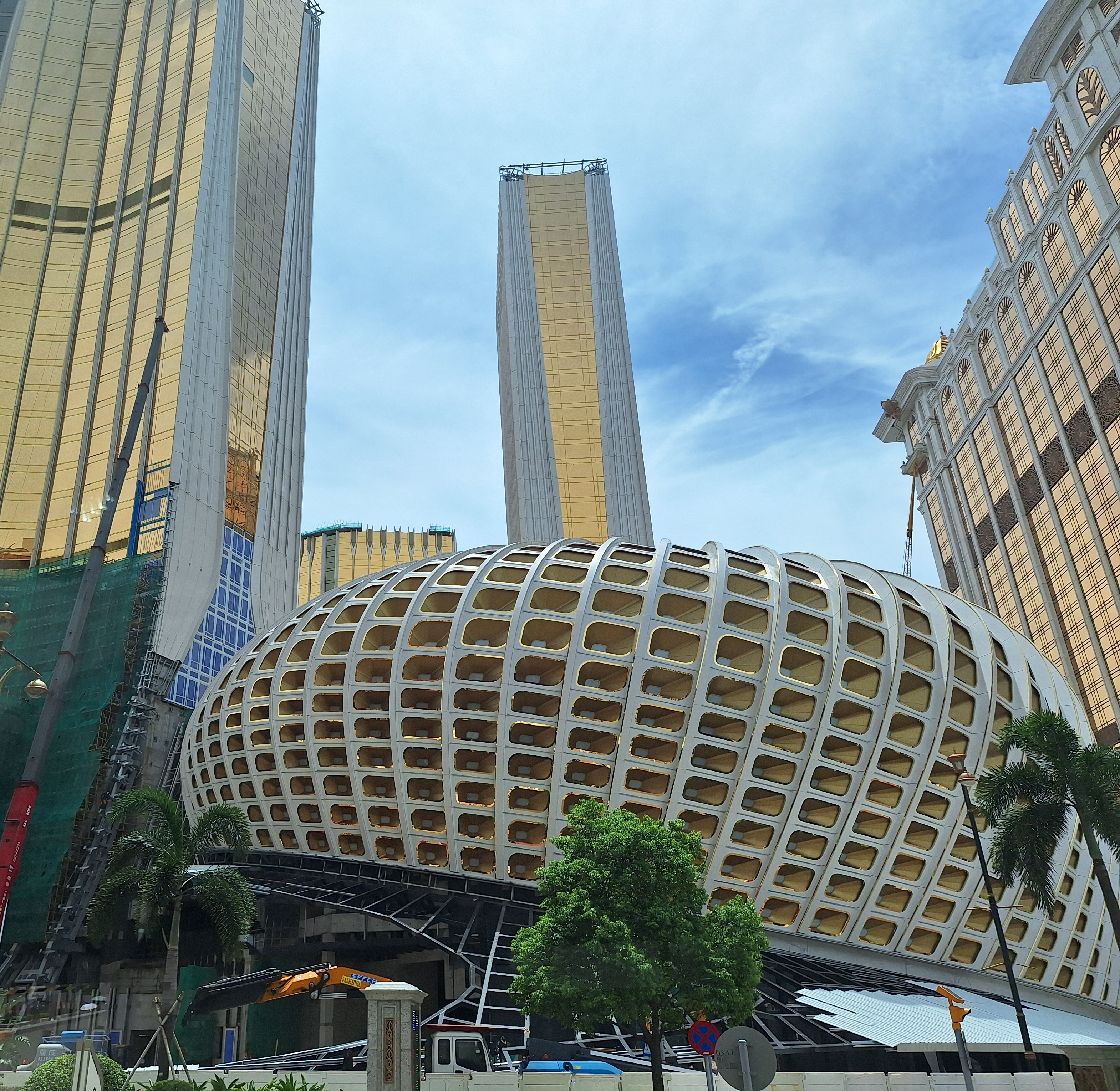
銀河四期建築（音樂演藝劇院）

第四期項目發展有序進行，擬引入多個高端酒店品牌（包括嘉佩樂酒店），以及多元化的餐飲、零售、非博彩設施、園林與水上樂園外，將設擁有4,000個座位的國際級音樂演藝劇院，為本地的藝術及文化領域注入新動力。

### 獎項
| 獲獎年份 | 頒獎機構               | 獎項名稱                           |
| -------- | ---------------------- | ---------------------------------- |
| 2011年   | Travel Weekly China    | 年內最佳新開幕酒店                 |
| 2012年   | 國際博彩業大獎（倫敦） | 年度世界最佳娛樂場／綜合渡假村     |
| 2012年   | 國際博彩業大獎（倫敦） | 年度最佳娛樂場營運商（澳洲／亞洲） |
| 2012年   | 中國酒店星光獎（廣州） | 中國十佳旅遊度假酒店               |

## 鄰近建築／景點
| 景點 - 路環小型賽車場 - 澳門賽馬會 - 澳門國際遊艇俱樂部 旅館或商業項目 - 皇庭海景酒店 - 澳門葡京人 | 建設 - 路氹國際體育綜合體 - 澳門東亞運動會體育館 （澳門蛋） - 保齡球中心 - 網球學校 - 國際射擊中心 - 澳門戶外表演區 - 澳門科技大學 - 科大醫院 - 蓮花大橋 - 東方高爾夫球會 - 離島醫院綜合體北京協和醫院澳門醫學中心 - 駕駛學習暨考試中心 - 澳門鏡湖護理學院 | 「路氹金光大道™」商標項目 - 澳門威尼斯人度假村酒店 - 金光綜藝館 - 澳門百利宮 - 四季酒店 - 百利沙娛樂場 - 四季·名店 - 澳門倫敦人 - 康萊德酒店 - 倫敦人酒店 - 倫敦人名匯 - 瑞吉酒店 - 澳門巴黎人 - 巴黎人酒店 | 路氹城其他大型項目 - 新濠天地 - 頤居 - 迎尚酒店 - 君悅酒店 - 摩珀斯酒店 - 新濠大道 - 澳門銀河 - 澳門銀河酒店 - 澳門大倉酒店 - 澳門悅榕庄酒店 - 澳門JW萬豪酒店 - 澳門麗思卡爾頓酒店 - 澳門百老匯 - 萊佛士酒店 - 安達仕酒店 - 澳門嘉佩樂酒店 - 新濠影滙 - 新濠影滙酒店 - 澳門W酒店 - 永利皇宫 - 永利皇宮酒店 - 美獅美高梅 - 上葡京 |

## 交通配套

### 穿梭巴士

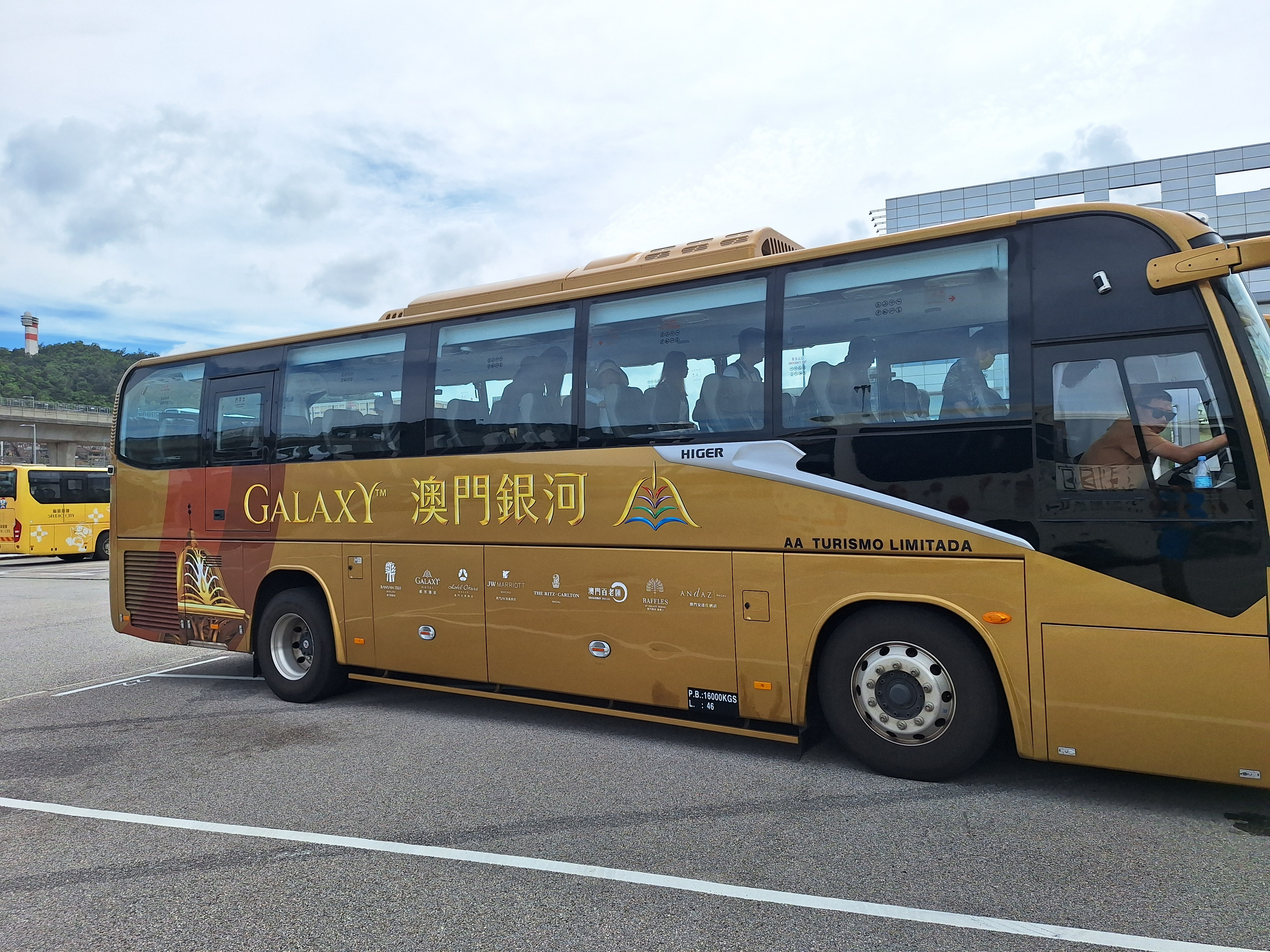
「銀河快線」穿梭巴士

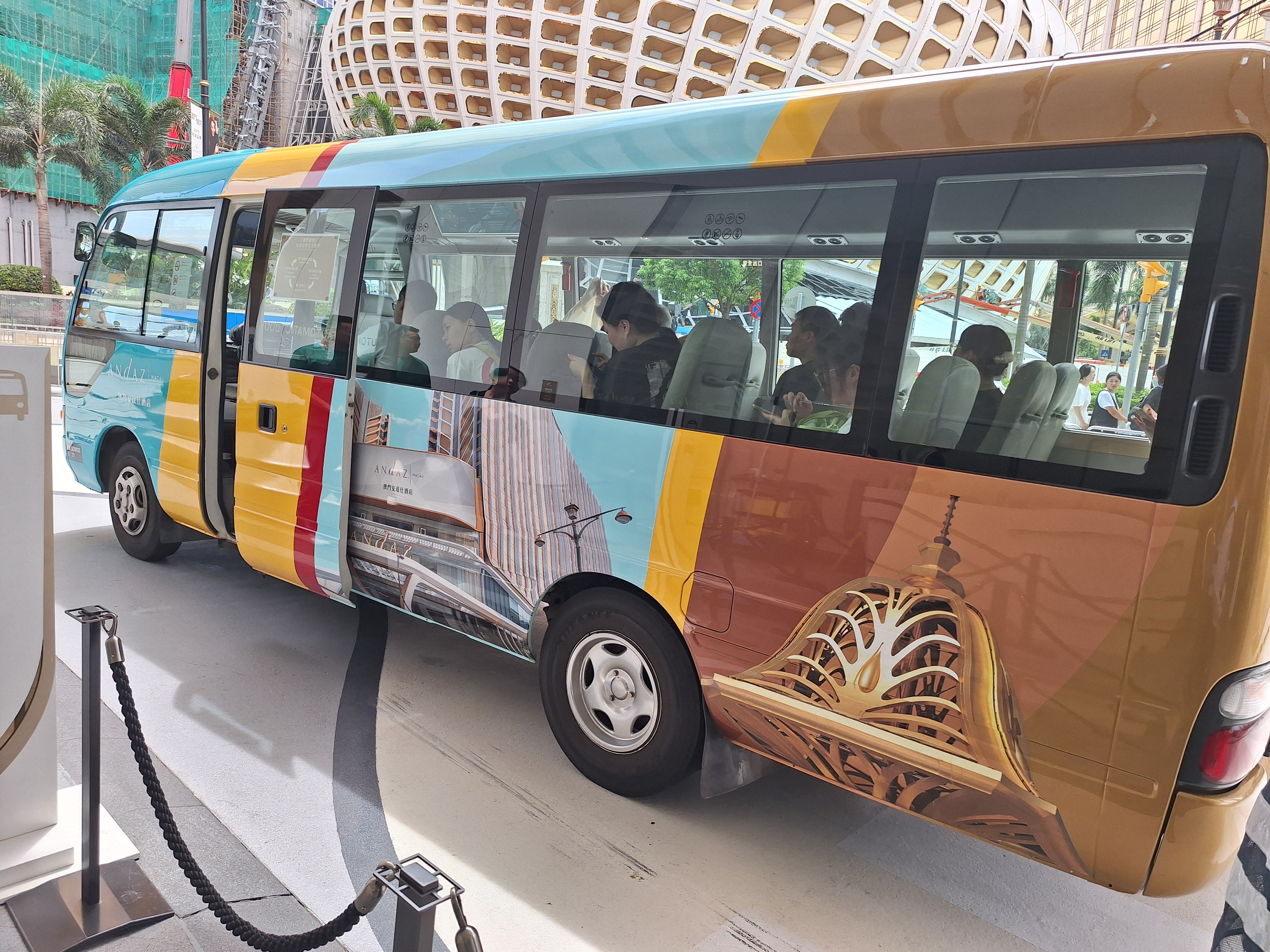
渡假村循環穿梭巴士

「銀河快線」穿梭巴士提供來往酒店與各口岸的接駁專巴服務，設有以下7條路線：
- 澳門銀河 ↔ 關閘
- 澳門銀河 ↔ 澳門國際機場
- 澳門銀河 ↔ 氹仔客運碼頭
- 澳門銀河 ↔ 星際酒店
- 澳門銀河 ↔ 港珠澳大橋澳門邊檢大樓
- 澳門銀河 ↔ 橫琴口岸
- 澳門銀河循環線（水晶大堂 → 銀河綜藝館/澳門安達仕酒店 → 鑽石大堂 → 澳門百老匯 → 水晶大堂）

### 合作交通（已停駛）
「路氹金光大道─金光穿梭巴士」提供來往各路氹城區酒店的免費接駁專巴服務，設有來往新濠天地、澳門威尼斯人的路線。

### 公共交通

#### 輕軌
█  氹仔線排角站及路氹西站

#### 巴士
T365 排角／銀河（Pai Kok / Galaxy）
路線：25B、26A、30X、35、72、MT1、MT3
T397 路氹西／銀河（Cotai Oeste / Galaxy）
路線：51A、72
T395 新城大馬路／銀河（Av. Cidade Nova / Galaxy）
路線：51A、72
T420 蓮花海濱大馬路／銀河-1（Av. M. Flor de Lótus / Galaxy-1）
路線：52、55、71、73、102X、H3、N6
T422 蓮花海濱大馬路／銀河-2（Av. M. Flor de Lótus / Galaxy-2）
路線：52、55、71、73、102X、H3、N6

#### 跨境巴士
- 橫琴-澳門跨境通勤專線C1線
  - 往：澳門科技大學南門（新濠天地）（僅供上客）、新濠影匯（僅供上客）、橫琴口岸、下村、橫琴檢察院、上村村口公交站、向陽東公交站（終點站）

## 外部連結
- 澳門銀河官方網頁（页面存档备份，存于）
- 銀河娛樂官方網頁 （页面存档备份，存于）